# Liste der Biografien/Ay
Liste der Biografien |
Portal Biografien |
Personensuche
# |
A |
B |
C |
D |
E |
F |
G |
H |
I |
J |
K |
L |
M |
N |
O |
P |
Q |
R |
S |
T |
U |
V |
W |
X |
Y |
Z |
?
 
Aa |
Ab |
Ac |
Ad |
Ae |
Af |
Ag |
Ah |
Ai |
Aj |
Ak |
Al |
Am |
An |
Ao |
Ap |
Aq |
Ar |
As |
At |
Au |
Av |
Aw |
Ax |
Ay |
Az
Die Liste der Biografien führt alle Personen auf, die in der deutschsprachigen Wikipedia einen Artikel haben. Dieses ist eine Teilliste mit 566 Einträgen von Personen, deren Namen mit den Buchstaben „Ay“ beginnt.

## Ay
- Ay, Cetin (* 1968), deutsch-türkischer Unternehmer und Politiker
- Ay, Dilber (1956–2019), türkische Arabeskensängerin und FernsehmoderatorinDilber Ay (1956–2019)

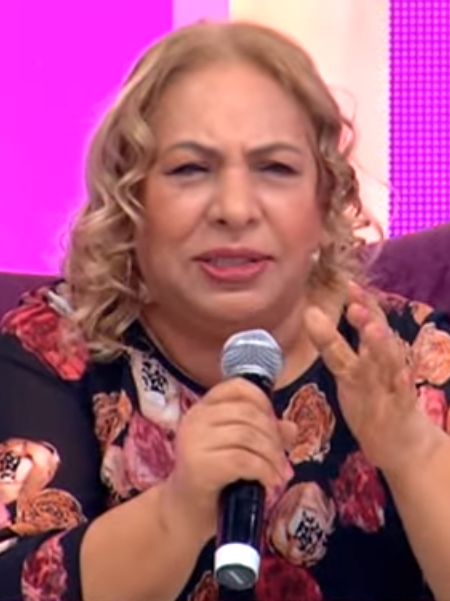
Dilber Ay (1956–2019)

- Ay, Fahri (* 2005), türkischer Fußballspieler
- Ay, Georg (1900–1997), deutscher Politiker (NSDAP), MdR, MdL
- Ay, İhsan (* 1987), türkischer Schauspieler
- Ay, Karl-Ludwig (* 1940), deutscher Historiker
- Ay, Max (1862–1941), deutscher Kommunalpolitiker
- Ay, Mizgin (* 2000), türkische Sprinterin
- Ay, Mustafa Kemal (* 1997), türkischer Leichtathlet
- Ay, Ömer Faruk (* 1999), türkischer Fußballtorhüter
- Ay, Selim (* 1991), türkischer Fußballspieler
- Ay-O (* 1931), japanischer Fluxuskünstler

### Aya
- Aya von Mons, Gräfin aus dem Hennegau, später eventuell Nonne oder sogar Äbtissin im Kloster Mons
- Aya, Masumi (* 1980), japanische Leichtathletin
- Ayaa, Judith (1952–2002), ugandische Sprinterin
- Ayabe, Kitsuju (1894–1980), japanischer General
- Ayabe, Takeaki (* 1980), japanischer Straßenradrennfahrer
- Ayadaragalama, Herrscher der ersten Meerland-Dynastie
- Ayadi, Ghazi (* 1996), tunesischer Fußballspieler
- Ayadi, Naidra, französische Schauspielerin
- Ayado, Chie (* 1957), japanische Jazz-Sängerin und -Pianistin
- Ayah, Wilson Ndolo (1932–2016), kenianischer Politiker
- Ayaka (* 1987), japanische Sängerin
- Ayal, Coosje (1926–2015), niederländisch-indonesische Widerstandskämpferin in Neuguinea während des Zweiten Weltkrieges
- Ayal, Joop (1925–2013), niederländischer Jazzmusiker (Saxophone, auch Flöte, Gesang) und Arrangeur
- Ayala Lasso, José (* 1932), ecuadorianischer Politiker und Diplomat
- Ayala Pérez, Daniel (1906–1975), mexikanischer Komponist
- Ayala Ramírez, Juan Alberto (* 1973), venezolanischer römisch-katholischer Geistlicher, Weihbischof in San Cristóbal de Venezuela
- Ayala Sender, Inés (1957–2024), spanische Politikerin (PSOE), MdEP
- Ayala Vargas, Carlos (* 1980), spanischer Politiker (Partido Pirata)
- Ayala y Ayala, Rafael (1913–1985), mexikanischer Geistlicher und Bischof von Tehuacán
- Ayala, Andrés (* 1989), uruguayischer Fußballspieler
- Ayala, Balthasar (1548–1584), spanischer Jurist und Militärrichter
- Ayala, Bobby (* 1969), US-amerikanischer Baseballspieler
- Ayala, Celso (* 1970), paraguayischer Fußballspieler
- Ayala, Daniel (* 1961), uruguayischer Hörfunkmoderator
- Ayala, Derlis (* 1990), paraguayischer Leichtathlet
- Ayala, Edwin Ernesto (* 1966), salvadorianischer Rechtsanwalt und Schriftsteller
- Ayala, Elías (1870–1968), paraguayischer Politiker und Offizier
- Ayala, Eligio (1879–1930), paraguayischer Politiker und Jurist
- Ayala, Emperatriz (* 1980), salvadorianische Fußballschiedsrichterassistentin
- Ayala, Enrique (* 1950), ecuadorianischer Historiker, Publizist und Politiker
- Ayala, Eusebio (1875–1942), paraguayischer Präsident
- Ayala, Francisco (1906–2009), spanischer Schriftsteller und Soziologe
- Ayala, Francisco J. (1934–2023), spanisch-US-amerikanischer Biologe, Genetiker, Evolutionsbiologe
- Ayala, Giuseppe (* 1945), italienischer Jurist und Politiker
- Ayala, Héctor (1914–1990), argentinischer Gitarrist und Komponist
- Ayala, Hugo (* 1987), mexikanischer Fußballspieler
- Ayala, Jorge, kolumbianischer Autodieb, Drogenhändler und AuftragsmörderJorge Ayala

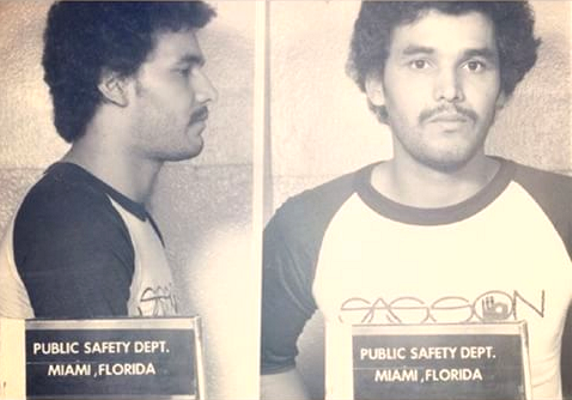
Jorge Ayala

- Ayala, Jorge (* 1995), uruguayischer Fußballspieler
- Ayala, Josep (* 1980), andorranischer Fußballspieler
- Ayala, Juan de (1745–1797), spanischer Offizier
- Ayala, Lourdes (* 2006), argentinische Tennisspielerin
- Ayala, Luis, chilenischer Politiker
- Ayala, Luis (1932–2024), chilenischer Tennisspieler
- Ayala, Marcos (* 1971), mexikanischer Fußballspieler und -trainer
- Ayala, Mariano d’ (1808–1877), italienischer Militär, Politiker und Schriftsteller
- Ayala, Mario (1942–2023), mexikanischer Fußballspieler und -trainer
- Ayala, Mohamed Tahir (* 1951), sudanesischer Politiker
- Ayala, Patricia (* 1966), uruguayische Politikerin
- Ayala, Paulie (* 1970), US-amerikanischer Boxer
- Ayala, Pedro de (1475–1513), spanischer Gesandter in England (um 1500)
- Ayala, Prudencia (1885–1936), salvadorianische Autorin, Politikerin und Frauenrechtlerin
- Ayala, Roberto (* 1943), argentinischer Tangosänger
- Ayala, Roberto (* 1973), argentinischer FußballspielerRoberto Ayala (* 1973)

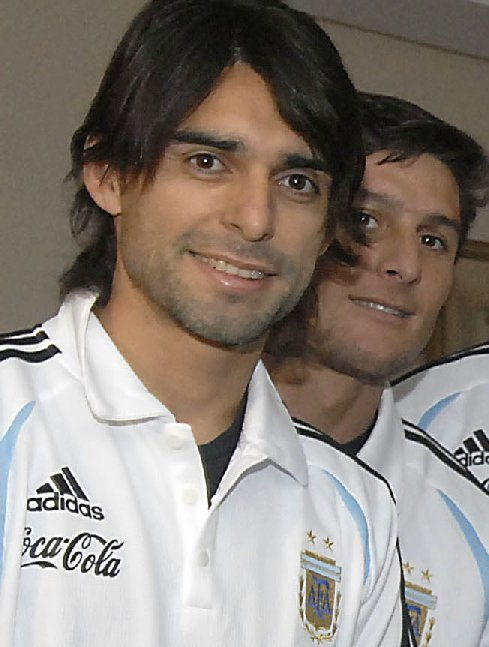
Roberto Ayala (* 1973)

- Ayala, Rubén (* 1950), argentinischer Fußballspieler und -trainer
- Ayala, Salvador († 2016), mexikanischer Fußballspieler
- Ayala, Sebastiano (1744–1817), italienischer Jesuit, Mathematiker, Astronom und Philologe
- Ayala, Sofia (* 1994), mexikanische Filmregisseurin und Drehbuchautorin
- Ayale, Gashau (* 1996), israelischer Leichtathlet
- Ayalew, Aweke (* 1993), bahrainischer Langstreckenläufer äthiopischer Herkunft
- Ayalew, Hiwot (* 1990), äthiopische Langstrecken- und Hindernisläuferin
- Ayalew, Wude (* 1987), äthiopische Langstreckenläuferin
- Ayalon, Danny (* 1955), israelischer Diplomat und Politiker
- Ayana, Aberu (* 2000), äthiopische Langstreckenläuferin
- Ayana, Almaz (* 1991), äthiopische Langstrecken- und Hindernisläuferin
- Ayandho, Bernard (1930–1993), zentralafrikanischer Politiker, Premierminister der Zentralafrikanischen Republik
- Ayane, japanische Sängerin
- Ayane, Malika (* 1984), italienische Sängerin und CantautriceMalika Ayane (* 1984)

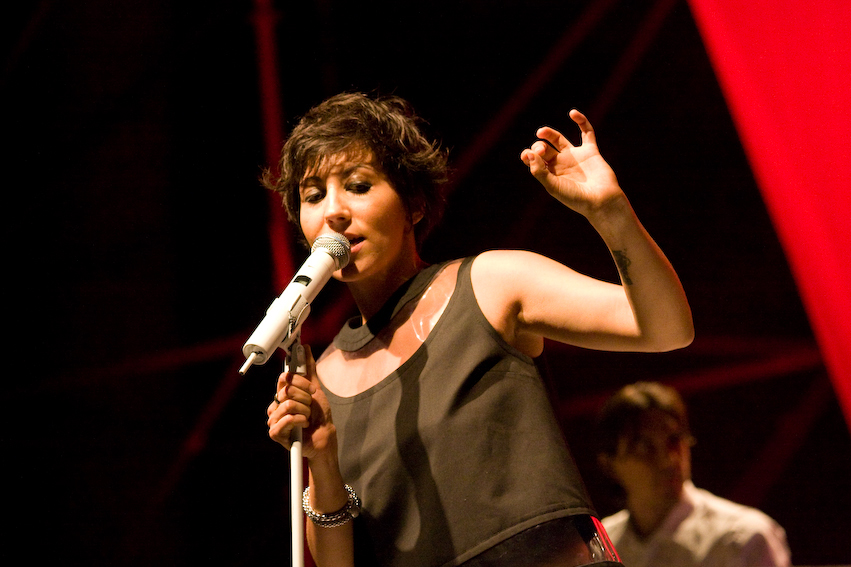
Malika Ayane (* 1984)

- Ayane, Rosella (* 1996), marokkanische Fußballspielerin
- Ayang, Luc (* 1947), kamerunischer Politiker
- Ayanna, Charlotte (* 1976), US-amerikanische Schauspielerin
- Ayano, Ann (* 1988), Schauspielerin mit Wurzeln in der deutschen und japanischen Kultur
- Ayano, Mutsuko (1956–1983), japanische Studentin, die während ihres Studienaufenthaltes in Deutschland Opfer eines Gewaltverbrechens wurde
- Ayant, Yves (1926–2016), französischer Physiker
- Ayanz y Beaumont, Jerónimo de (1553–1613), spanischer Erfinder, Ingenieur, Offizier, Verwaltungsbeamter und Komponist
- Ayar, Koray (* 2000), deutsch-türkischer Handballspieler
- Ayari, Anis (* 1982), tunesischer Fußballspieler
- Ayari, Hamadi (* 1991), französisch-tunesischer Fußballspieler
- Ayari, Henda (* 1976), französische Frauenrechtlerin und Autorin
- Ayari, Soheil (* 1970), französischer Rennfahrer
- Ayari, Yasin (* 2003), schwedischer Fußballspieler
- Ayaroğlu, Hasan (* 1995), türkischer Fußballspieler
- Ayars, Ann (1918–1995), US-amerikanische Schauspielerin und Opernsängerin
- Ayas, Nazan (* 1960), türkische Schauspielerin
- Ayase (* 1994), japanischer Songwriter, Musikproduzent, Komponist und Produzent von Vocaloid-Musik
- Ayase, Haruka (* 1985), japanische Schauspielerin, Model und Sängerin
- Ayaşlı, Nizamettin (* 1888), türkischer Diplomat
- Ayaß, Ruth (* 1964), deutsche Soziologin und Hochschullehrerin
- Ayaß, Wolfgang (* 1954), deutscher Historiker, Sozialpädagoge und Hochschullehrer
- Ayasse, Manfred (* 1958), deutscher Zoologe und Ökologe
- Ayat, Albert (1875–1935), französischer Fechter
- Ayat, Medjoub Lakehal (1936–2006), algerischer Politiker, Chef des Nachrichtendienstes (1981–1988)
- Ayata, İmran (* 1969), deutscher Autor und DJİmran Ayata (* 1969)

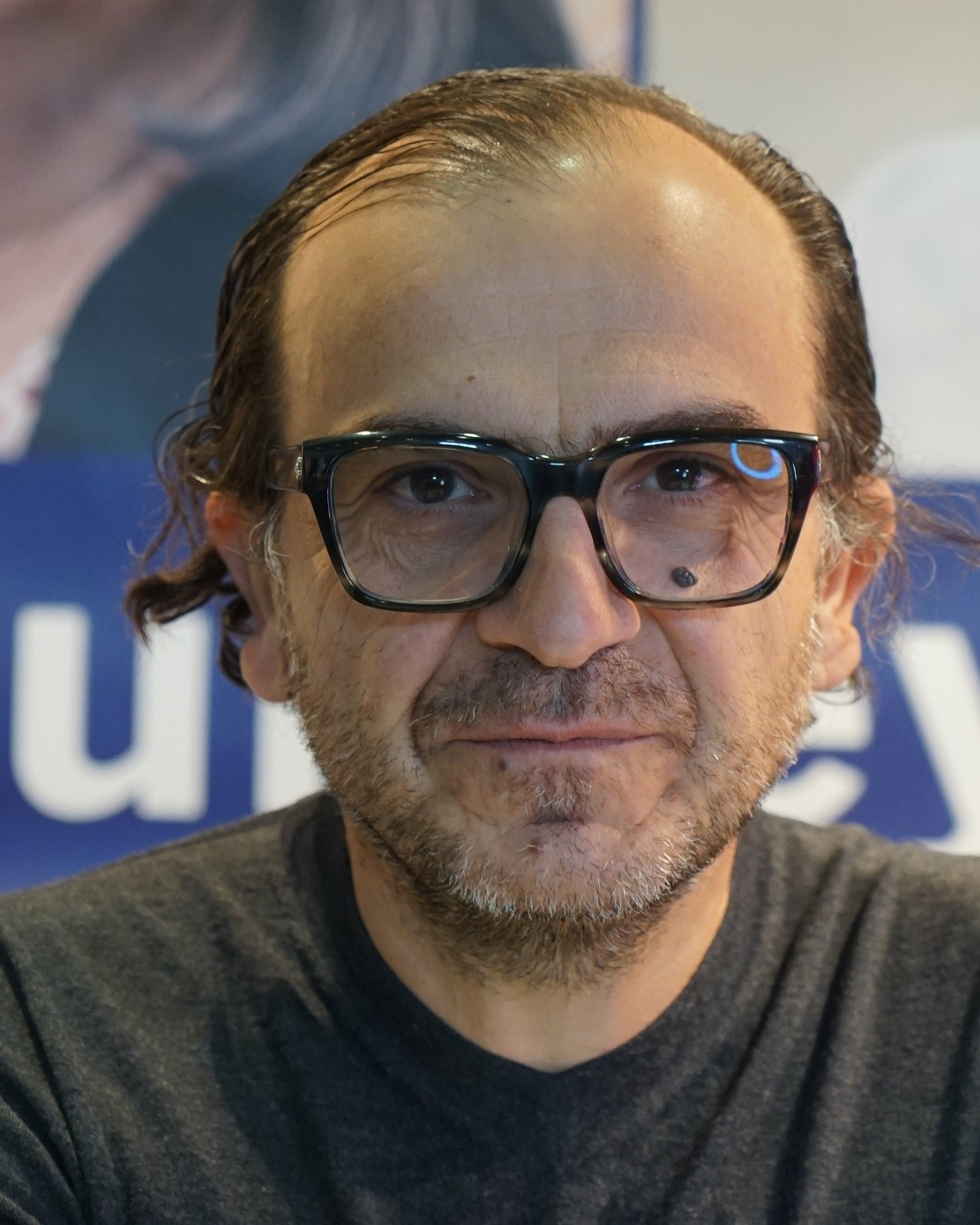
İmran Ayata (* 1969)

- Ayata, Muzaffer (* 1956), Führungskader der PKK
- Ayatollahy, Hamidreza (* 1959), iranischer Religionsgelehrter und Hochschullehrer für Philosophie
- Ayats Surribas, Josep (1886–1949), katalanischer Politiker und Mitglied des spanischen Parlaments
- Ayaucán, Sonia (* 1969), peruanische Volleyballspielerin
- Ayaydın, Tayanç (* 1979), türkischer Schauspieler
- Ayayi, Joël (* 2000), französischer Basketballspieler
- Ayayi, Manassé Mahoulé († 2010), beninischer Hochschullehrer und Politiker
- Ayaz, Burak (* 1993), türkischer Fußballspieler
- Ayaz, Ferhat (* 1994), türkisch-schwedischer Fußballspieler
- Ayaz, İsmail (* 1995), türkischer Fußballspieler
- Ayaz, Mehmet (Fußballspieler, Januar 1982) (* 1982), türkischer Fußballspieler
- Ayaz, Mehmet (Fußballspieler, April 1982) (* 1982), türkischer Fußballspieler
- Ayaz, Şevval (* 2000), türkische Leichtathletin

### Ayb
- Aybaba, Samet (* 1955), türkischer Fußballspieler und -trainer
- Aybar, Ana Matilde († 2010), argentinische Grafikerin und Kupferstecherin
- Aybay, Sahan (* 1995), deutscher Boxsportler
- Aybek, Serdar, türkischer Klassischer Archäologe
- Ayben (* 1982), türkische Rapperin
- Ayblinger, Joseph Adam (1664–1722), deutscher Jurist und Hochschullehrer in Salzburg

### Ayc
- Aycelin de Montaigut, Gilles II. († 1378), französischer Diplomat und Kardinal
- Aycelin de Montaigut, Pierre († 1388), französischer Bischof, Kardinal und Diplomat
- Ayçiçek, Deniz (* 1990), deutscher Fußballspieler
- Ayçiçek, Levent (* 1994), deutschtürkischer FußballspielerLevent Ayçiçek (* 1994)

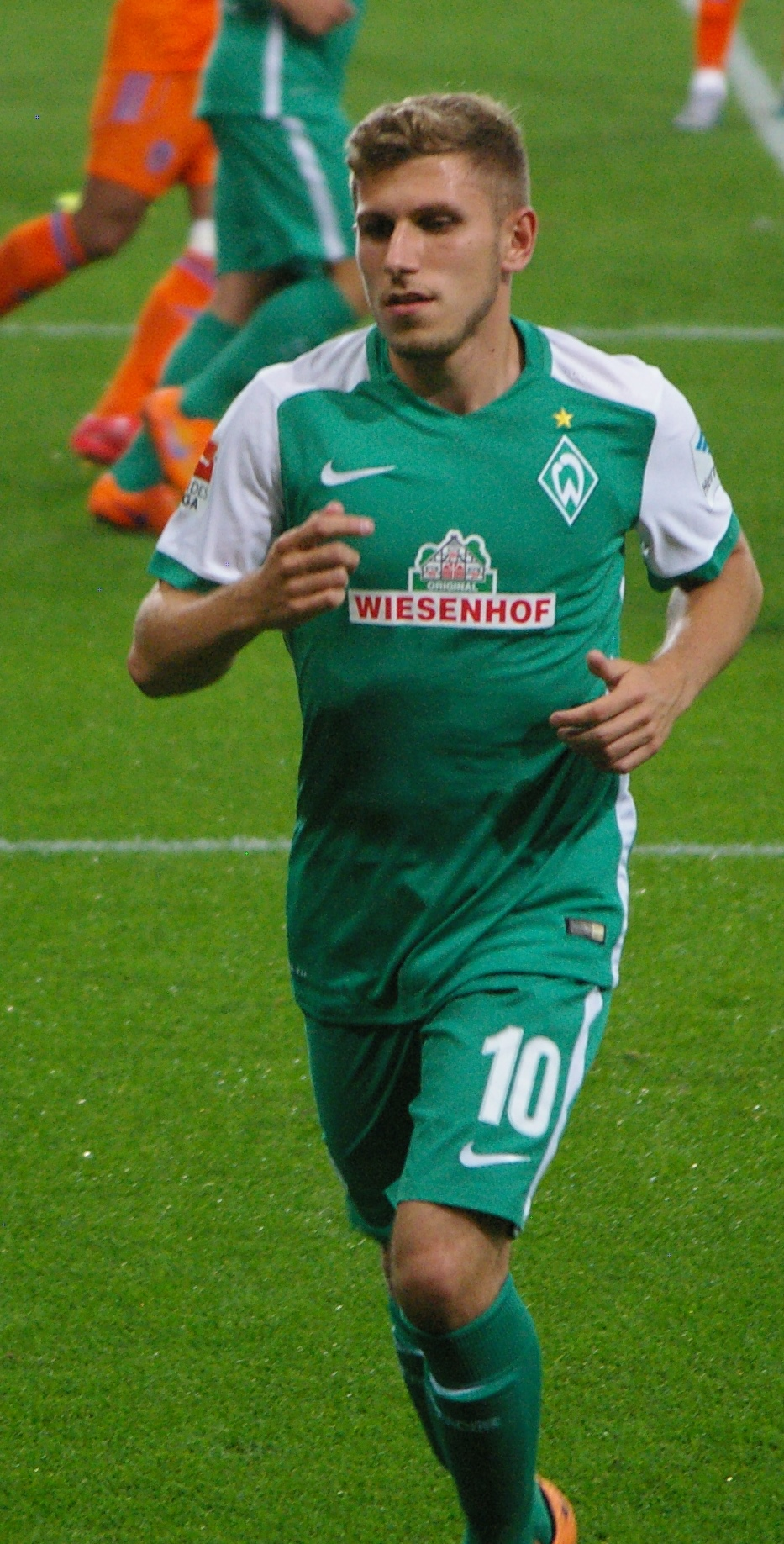
Levent Ayçiçek (* 1994)

- Ayçiçek, Ömer (* 1995), türkischer Skilangläufer
- Aycinena e Irigoyén, Juan Fermín de (1729–1796), spanischer Unternehmer
- Aycinena y Aycinena, Juan Fermín de (1838–1898), guatemaltekischer Dichter
- Aycinena y Piñol, Juan José de (1792–1865), guatemaltekischer Geistlicher, Unternehmer und Politiker
- Aycinena y Piñol, Mariano de (1789–1855), guatemaltekischer Staatschef
- Aycinena y Piñol, Pedro de (1802–1897), guatemaltekischer Präsident
- Ayck, Thomas (1939–1988), deutscher Dokumentarfilmer, Autor und Journalist
- Ayckbourn, Alan (* 1939), britischer Dramatiker
- Ayckbowm, Emily (1836–1900), Gründerin und erste Oberin der Community of the Sisters of the Church
- Aycke, Johann Christian (1766–1854), deutscher Stadtrat und Naturforscher
- Aycock, Alice (* 1946), US-amerikanische Bildhauerin
- Aycock, Charles Brantley (1859–1912), US-amerikanischer Politiker
- Aycock, Earl (1930–2001), US-amerikanischer Country- und Rockabilly-Musiker sowie Disc Jockey
- Aycock, Roger Dee (1914–2004), amerikanischer Science-Fiction-Autor
- Aycock, Taddy (1915–1987), US-amerikanischer Politiker
- Aycox, Nicki (1975–2022), US-amerikanische SchauspielerinNicki Aycox (1975–2022)

Nicki Aycox (1975–2022)

- Aycrigg, John Bancker (1798–1856), US-amerikanischer Politiker

### Ayd
- Aydan, Aynur (* 1946), türkische Schauspielerin
- Aydar, Mariana (* 1980), brasilianische Sängerin und Songwriterin
- Aydar, Seher (* 1989), norwegische Politikerin
- Aydar, Zübeyir (* 1961), kurdischer Abgeordneter des türkischen Parlaments
- Aydaş, Gökhan (* 1988), türkischer Fußballspieler
- Aydelotte, Frank (1880–1956), US-amerikanischer Erzieher, Gelehrter und Schriftsteller
- Aydemir, Aykin (* 1980), türkischer Fußballspieler
- Aydemir, Ece (* 2001), türkische Schauspielerin
- Aydemir, Fatma (* 1986), deutsch-türkische Journalistin und SchriftstellerinFatma Aydemir (* 1986)

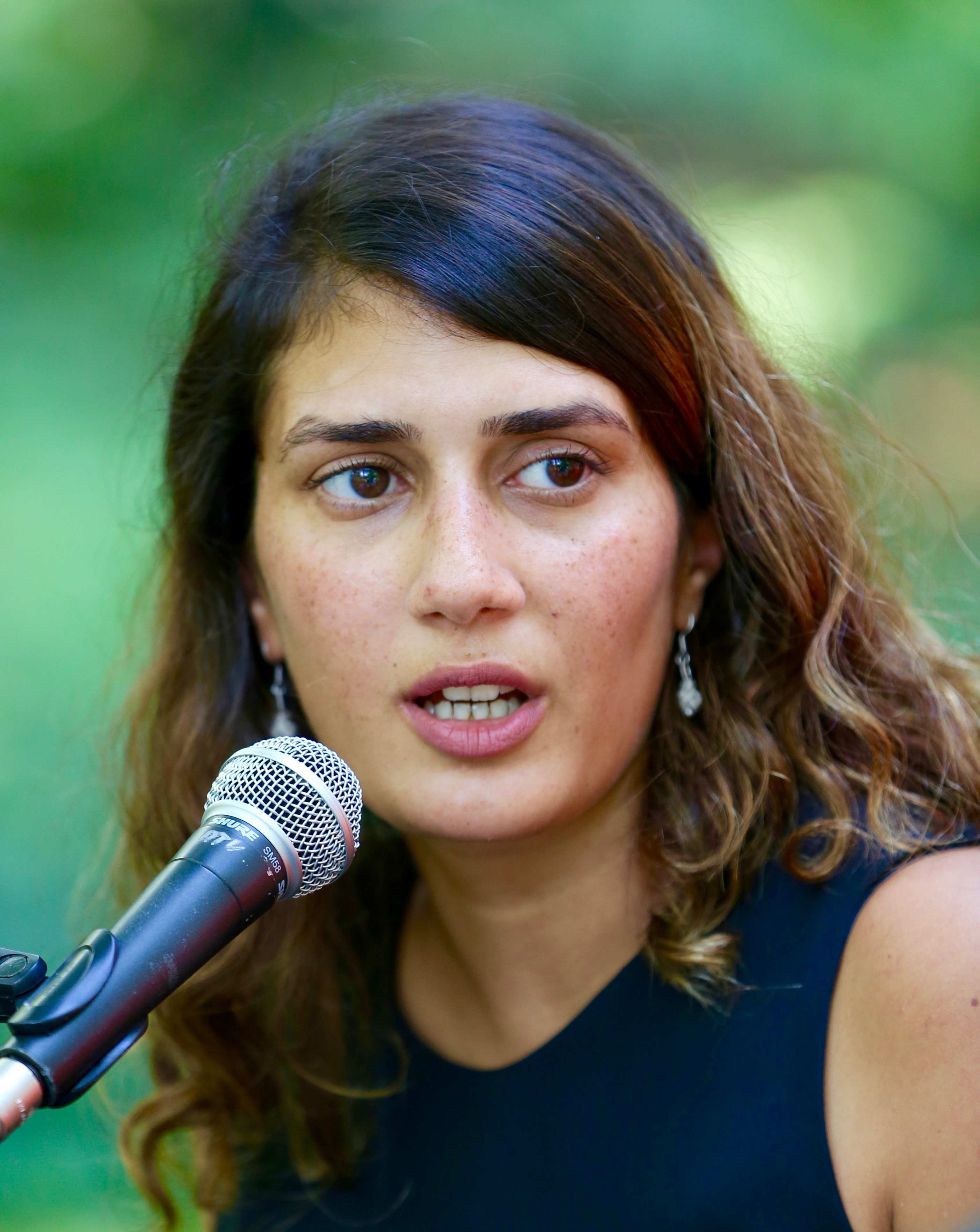
Fatma Aydemir (* 1986)

- Aydemir, Furkan (* 1996), türkischer Fußballspieler

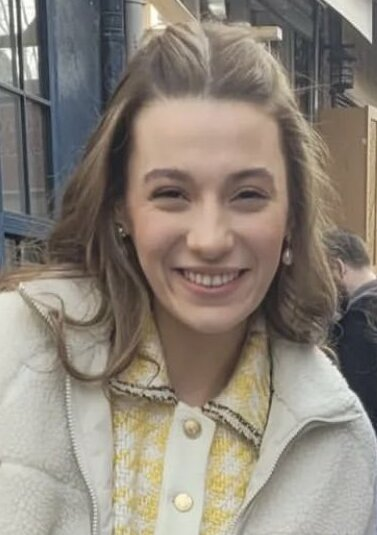
Sümeyye Aydoğan (* 1999)

- Aydemir, İbrahim (* 1983), deutsch-türkischer Fußballspieler
- Aydemir, İlkay (* 1998), türkischer Stabhochspringer
- Aydemir, İmam (* 1971), türkischer Fußballspieler und -trainer
- Aydemir, Naz (* 1990), türkische Volleyballspielerin
- Aydemir, Selim (* 1990), deutsch-türkischer Fußballspieler
- Aydemir, Sema (* 1985), türkische Leichtathletin
- Aydemir, Şevket Süreyya (1897–1976), türkischer Schriftsteller, Intellektueller, Ökonom und Historiker
- Aydie, Odet d’ († 1498), Admiral von Frankreich
- Aydilek, Semih (* 1989), deutsch-türkischer Fußballspieler
- Aydın, Adem (* 1987), türkischer Fußballspieler
- Aydın, Adnan (* 1956), türkischer Fußballspieler
- Aydin, Akif (* 1978), deutscher Schauspieler und Reporter
- Aydın, Ali (* 1990), türkischer Fußballtorhüter
- Aydın, Ali Kemal (* 1965), türkischer Diplomat
- Aydın, Ali Mert (* 1998), türkischer Fußballspieler
- Aydin, Anil (* 2000), deutscher Fußballspieler
- Aydın, Aras (* 1989), türkischer Schauspieler
- Aydın, Attila Murat (1970–2003), deutscher Rapper, Beatboxer, Breakdancer
- Aydın, Aynur (* 1985), türkische Sängerin im Bereich der Pop- und Dance-Musik
- Aydın, Burak (* 1995), türkischer Fußballspieler
- Aydın, Cafer (* 1971), türkischer Fußballspieler und -trainer
- Aydın, Canberk (* 1994), türkischer Fußballspieler
- Aydin, Deniz (* 1986), deutscher Tischtennisspieler
- Aydin, Ela (* 1999), deutsche Taekwondoin
- Aydın, Emanuel (* 1947), türkischer syrisch-orthodoxer Chorepiskopos
- Aydın, Emre (* 1981), türkischer Musiker
- Aydın, Emre (* 1995), türkischer Fußballspieler
- Aydın, Erdoğan (* 1957), türkischer Journalist und Historiker
- Aydın, Eren (* 1982), türkischer Fußballspieler
- Aydın, Ersin (* 1990), türkischer Fußballtorhüter
- Aydın, Eyüp (* 2004), deutscher Fußballspieler
- Aydın, Fatih Nuri (* 1995), türkischer Fußballspieler
- Aydın, Furkan (* 1991), türkischer Fußballspieler
- Aydın, Gazanfer (* 1988), türkischer Fußballspieler
- Aydın, Hamit (* 1995), türkischer Fußballspieler
- Aydın, Hasan Basri (1935–2023), türkischer Literaturlehrer, Autor und Menschenrechtsaktivist
- Aydın, Hayrettin (* 1961), deutscher Historiker, Turkologe und Autor von Fachbüchern
- Aydın, Hüseyin-Kenan (* 1962), türkisch-deutscher Politiker (Die Linke)
- Aydın, İbrahim Serdar (* 1996), türkischer Fußballspieler
- Aydın, Julius Hanna (* 1947), aramäischer Geistlicher, Erzbischof der Syrisch-Orthodoxen Kirche in Deutschland
- Aydın, Kadriye (* 1970), türkisch-deutsche Juristin, Vorstandsmitglied des Interkulturellen Rats in Deutschland
- Aydın, Kadriye (* 1995), türkische Hochspringerin
- Aydın, Kemal (1934–2019), türkischer Fußballspieler
- Aydin, Kerem (* 1999), deutscher Laiendarsteller
- Aydın, Kubilay (* 1975), türkischer Fußballspieler und -trainer
- Aydın, Mehmet (* 1943), türkischer Philosoph, Politiker und Staatsminister
- Aydin, Mehmet Can (* 2002), türkisch-deutscher Fußballspieler
- Aydın, Merve (* 1990), türkische Leichtathletin
- Aydın, Metin (* 1993), türkischer Fußballspieler
- Aydın, Mirkan (* 1987), deutsch-türkischer Fußballspieler
- Aydın, Musa (* 1980), türkischer Fußballspieler
- Aydın, Oğuz (* 2000), türkischer Fußballspieler
- Aydın, Okan (* 1994), deutsch-türkischer FußballspielerOkan Aydın (* 1994)

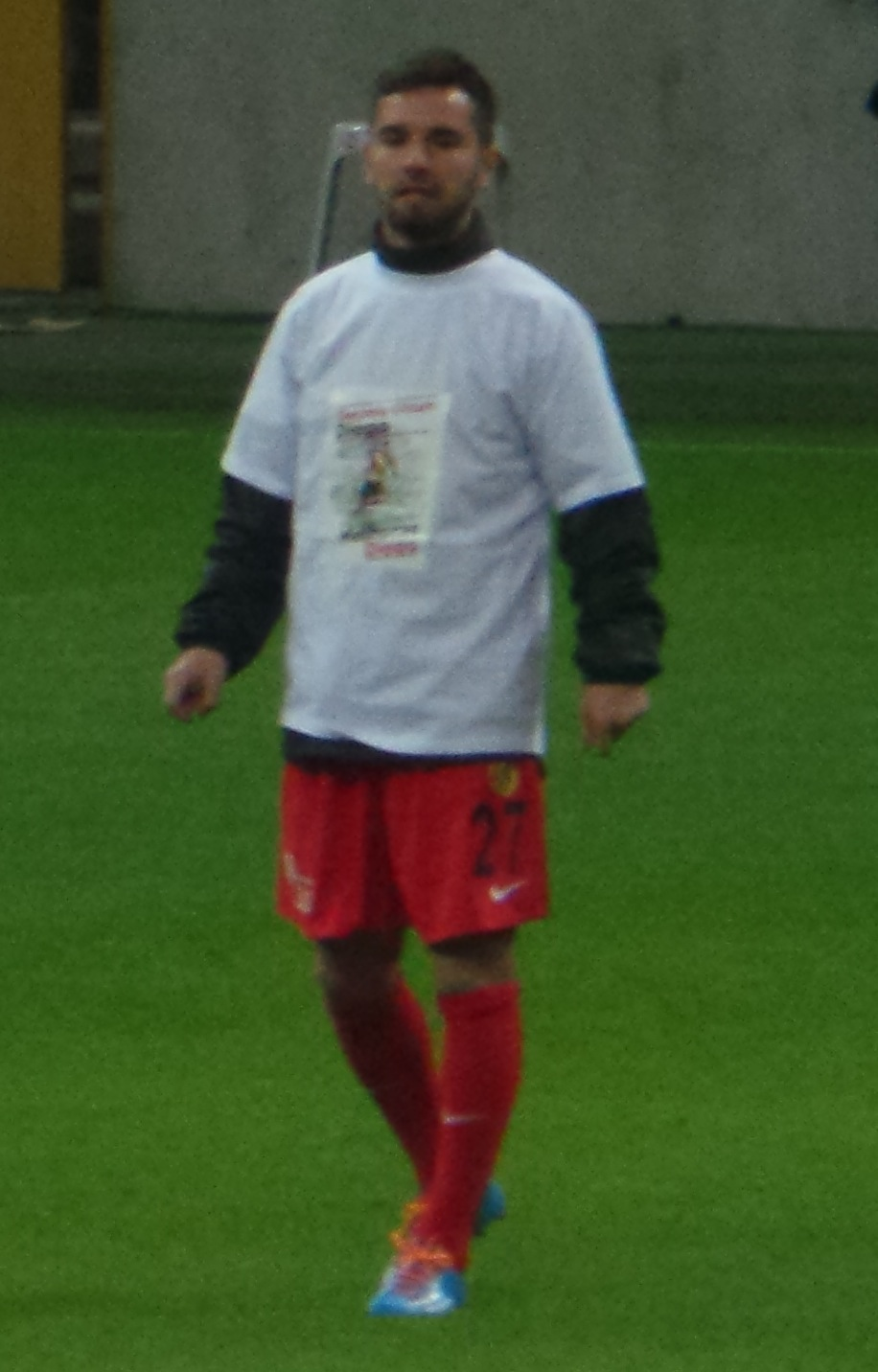
Okan Aydın (* 1994)

- Aydın, Özgün (* 1984), türkischer Schauspieler
- Aydın, Pınar (* 1981), türkische Schauspielerin und Sängerin
- Aydın, Polycarpus Augin (* 1971), Metropolit der syrisch-orthodoxen Diözese für die Niederlande
- Aydın, Recep (* 1990), türkischer Fußballspieler
- Aydın, Selçuk (* 1983), türkischer Boxer
- Aydın, Şenay (* 1983), türkische Schauspielerin
- Aydin, Sevim (* 1972), deutsche Politikerin (SPD), MdA
- Aydın, Ümit (* 1980), türkischer Fußballspieler
- Aydın, Vahide (* 1968), österreichische Politikerin (GRÜNE), Vorarlberger Landtagsabgeordnete
- Aydın, Yaşar (* 1971), türkisch-deutscher Sozialwissenschaftler
- Aydın, Ziya (* 1979), türkischer Fußballspieler
- Aydınel, Emre (* 2000), deutsch-türkischer Fußballspieler
- Aydınlık, Semiramis (1930–2008), deutsche Karikaturistin und Satirikerin
- Aydinoglu, Gian (* 2003), deutscher Basketballspieler
- Aydınoğulları, Cansu (* 1992), türkische Volleyballspielerin
- Aydınus, Fırat (* 1973), türkischer Fußballschiedsrichter
- Aydoğan, Emirhan (* 1997), türkischer Fußballspieler
- Aydoğan, Oğuzhan (* 1997), deutsch-türkischer Fußballspieler
- Aydoğan, Oya (1957–2016), türkische Schauspielerin
- Aydoğan, Sümeyye (* 1999), türkische SchauspielerinSümeyye Aydoğan (* 1999)
- Aydoğan, Taylan (* 1983), deutsch-türkischer Fußballtorhüter
- Aydoğdu, Emel (* 1990), türkisch-kurdische Theaterregisseurin in Deutschland
- Aydogdu, Furkan (* 1988), türkisch-österreichischer Fußballspieler
- Aydoğdu, İlhan (* 1983), türkischer Fußballspieler
- Aydoğdu, Oğuz (* 1960), türkischer Fußballspieler und Fußballtrainer
- Aydoğdu, Soner (* 1991), türkischer Fußballspieler
- Aydoğmuş, Ercan (* 1979), türkischer Fußballspieler
- Aydos, Burak (* 1972), türkischer Pop- und Arabesk-Sänger

### Aye
- Aye Aye Than (* 1988), myanmarische Leichtathletin
- Aye Thein Thein (* 1982), myanmarische Fußballschiedsrichterin
- Ayé, Calvin (* 2001), französischer Volleyball- und Beachvolleyballspieler
- Aye, Ernst Alfred (1878–1947), deutscher Konzertsänger
- Ayé, Florian (* 1997), französischer Fußballspieler
- Aye, Heinrich (1851–1923), deutscher Pastor
- Aye, Marion (1903–1951), US-amerikanische Theater- und Filmschauspielerin
- Ayé, Quincy (* 1995), französischer Volleyball- und Beachvolleyballspieler
- Aye, Thomas (* 1964), deutscher Theaterregisseur, Schauspielpädagoge und Schriftsteller
- Ayebare, Adonia (* 1966), ugandischer Journalist und Diplomat
- Ayed, Anouar (* 1978), tunesischer Handballspieler
- Ayed, Lotfi (* 1959), schwedischer Boxer
- Ayed, Rajaei (* 1993), jordanisch-palästinensischer Fußballspieler
- Ayeh, Kharim Abdul (* 2003), ghanaischer Fußballspieler
- Ayeko, Joel (* 1998), ugandischer Langstreckenläufer
- Ayeko, Thomas (* 1992), ugandischer Langstreckenläufer
- Ayemoba, Grace (* 1981), nigerianische Hürdenläuferin
- Ayer, Alfred Jules (1910–1989), britischer Philosoph und Logiker
- Ayer, Caleb (1813–1883), US-amerikanischer Anwalt und Politiker
- Ayer, Cyprien (1825–1884), Schweizer Geograph, Romanist und Grammatiker
- Ayer, David (* 1968), US-amerikanischer Drehbuchautor, Filmregisseur und -produzentDavid Ayer (* 1968)

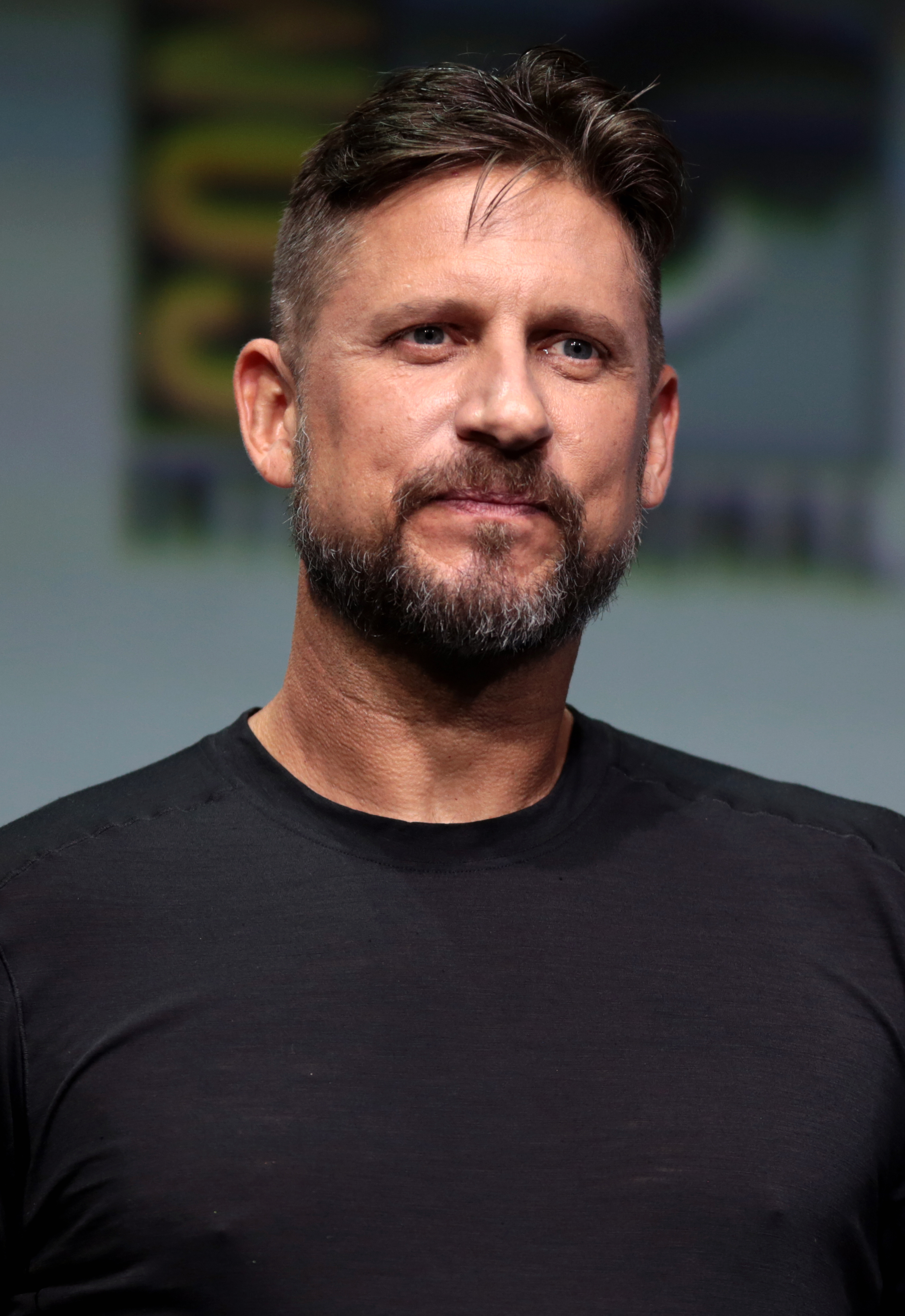
David Ayer (* 1968)

- Ayer, Donald B. (* 1949), US-amerikanischer Jurist
- Ayer, Frederick (1822–1918), US-amerikanischer Unternehmer
- Ayer, Harriet Hubbard (1849–1903), US-amerikanische Kosmetikunternehmerin
- Ayer, Lewis Malone (1821–1895), US-amerikanischer Jurist und Politiker
- Ayer, Richard S. (1829–1896), US-amerikanischer Politiker
- Ayerdhal (1959–2015), französischer Science-Fiction-Schriftsteller
- Ayernschmalz, Sebastian (* 1987), American-Football-Spieler und Bundestrainer der deutschen Frauen-Nationalmannschaft
- Ayers, Bill (* 1944), US-amerikanischer Pädagoge und Professor für Pädagogik; früheres Mitglied der militanten Untergrundorganisation Weathermen
- Ayers, Edward L. (* 1953), US-amerikanischer Historiker
- Ayers, Henry (1821–1897), australischer Politiker, Namensgeber des Ayers Rock
- Ayers, Kevin (1944–2013), britischer Musiker
- Ayers, Maurice (1913–1993), US-amerikanischer Filmtechniker und Spezialeffektkünstler
- Ayers, Nichole (* 1988), US-amerikanische RaumfahrtanwärterinNichole Ayers (* 1988)

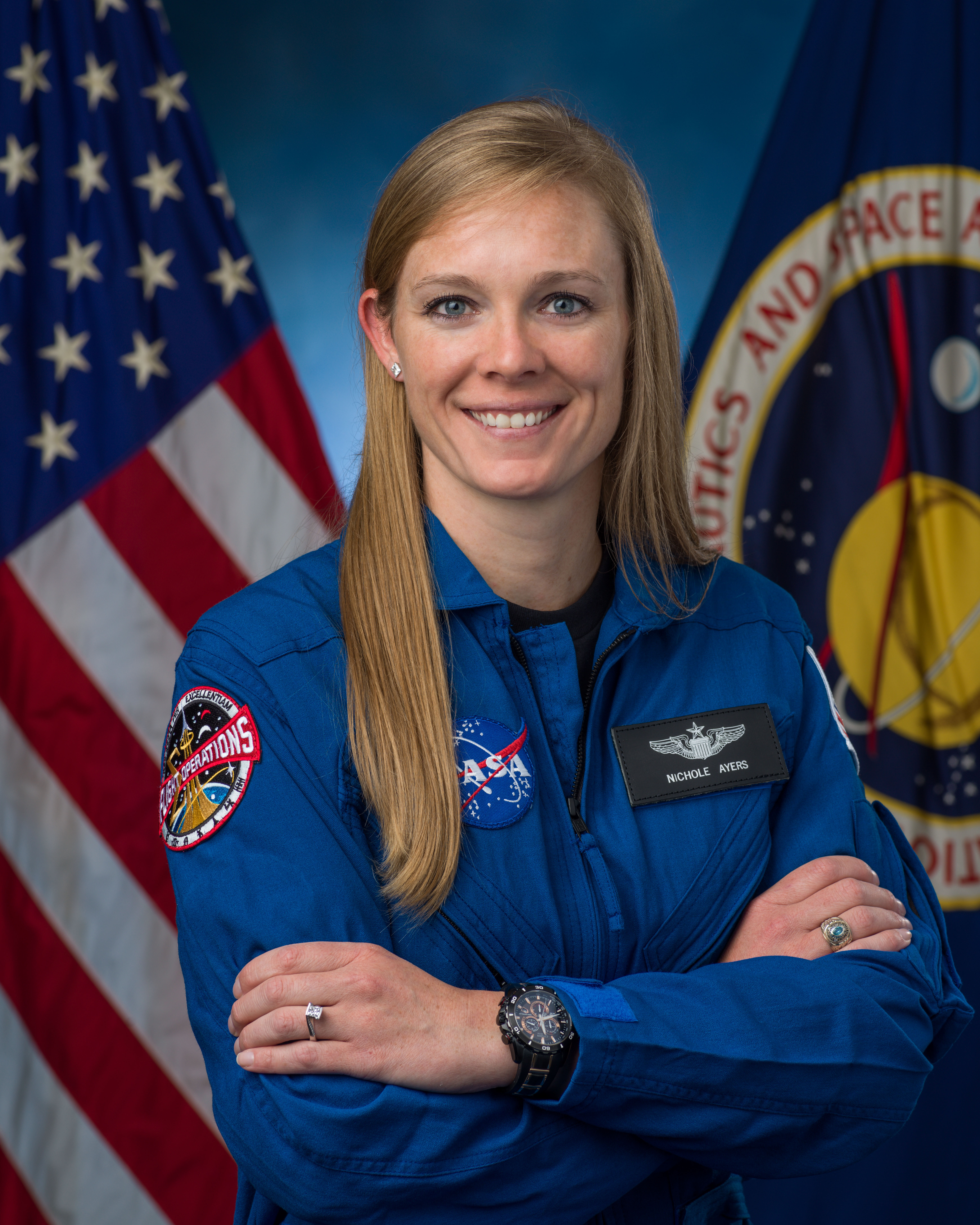
Nichole Ayers (* 1988)

- Ayers, Nick (* 1982), US-amerikanischer Politikberater, Stabschef des Vizepräsidenten der Vereinigten Staaten
- Ayers, Roy (1940–2025), US-amerikanischer Musiker
- Ayers, Roy E. (1882–1955), US-amerikanischer Jurist und Politiker
- Ayesa, Borja Enrique (* 1974), spanischer Fußballspieler
- Ayestarán, Lauro (1913–1966), uruguayischer Musikwissenschaftler
- Ayestarán, Pako (* 1963), spanischer Fußballtrainer
- Ayétotché, Louise (* 1975), ivorische Leichtathletin
- Ayew, André (* 1989), französisch-ghanaischer FußballspielerAndré Ayew (* 1989)

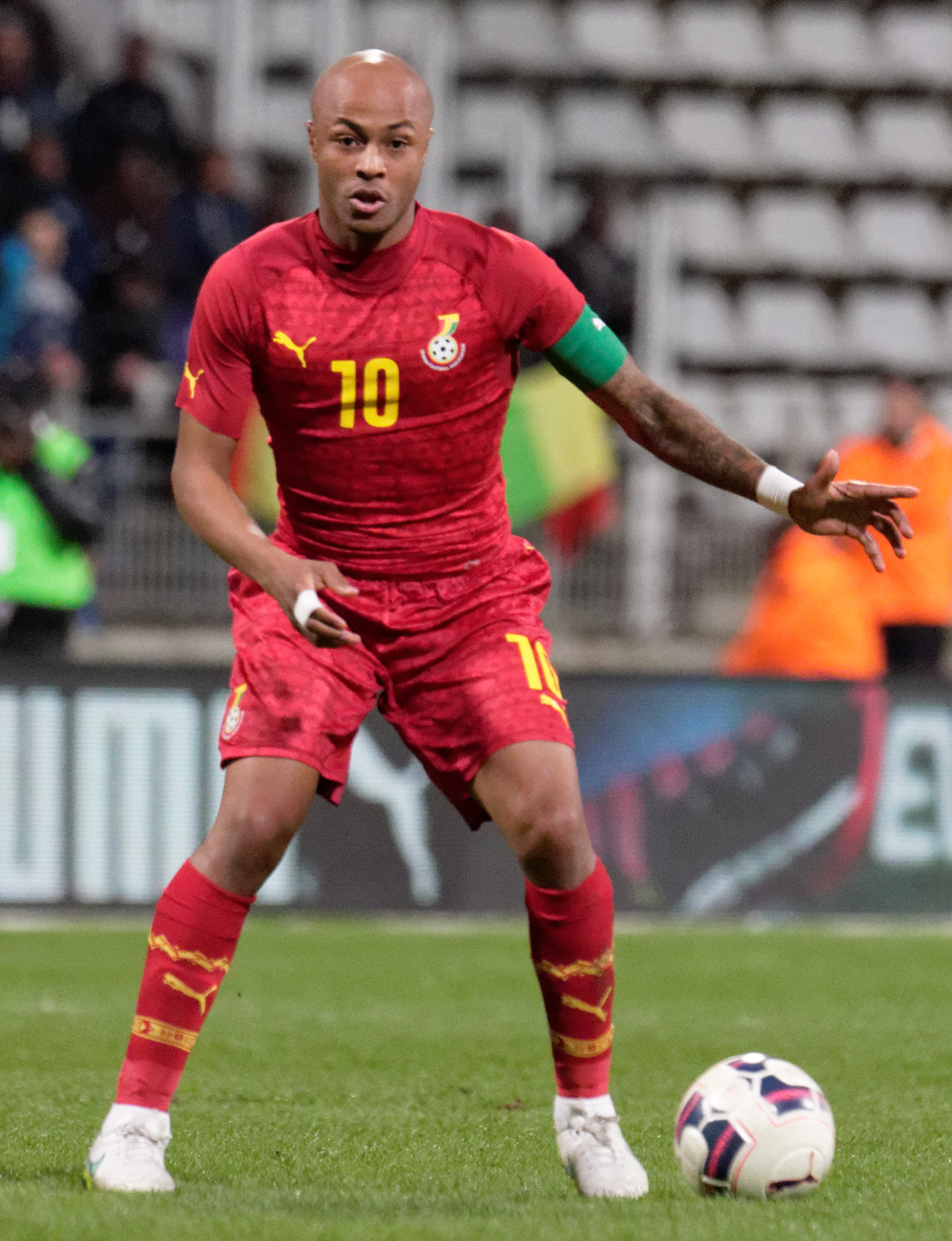
André Ayew (* 1989)

- Ayew, Christian (* 1986), ghanaischer Fußballspieler
- Ayew, Jordan (* 1991), ghanaischer Fußballspieler
- Ayew, Kwame (* 1973), ghanaischer Fußballspieler
- Ayew, Rahim (* 1988), ghanaischer Fußballnationalspieler

### Ayg
- Aygan, Abdülkadir (* 1958), türkisches PKK-Mitglied
- Aygen, Murat (* 1971), türkischer Schauspieler
- Ayglon-Saurina, Camille (* 1985), französische Handballspielerin
- Aygören, Uğur (* 1994), türkischer Fußballspieler
- Aygoui, Gérard (1936–2021), französischer Fußballspieler
- Ayguesparse, Albert (1900–1996), belgischer Schriftsteller und Literaturkritiker
- Aygün, Emre (* 1985), türkischer Fußballspieler
- Aygün, Hasret, türkische Popsängerin
- Aygün, Hüseyin (* 1970), türkischer Politiker
- Aygün, Mehmet, türkischer Gastronom in Berlin
- Aygün, Necat (* 1980), deutscher Fußballspieler
- Aygün, Sinan (* 1959), türkischer Geschäftsmann und Handelskammerpräsident
- Aygün, Yavuz (* 1996), türkischer Fußballtorhüter
- Aygüneş, Şahin (* 1990), deutsch-türkischer Fußballspieler

### Ayh
- Ayhan, Emin Haluk (* 1957), türkischer Politiker und Parlamentsabgeordneter der MHP
- Ayhan, Kaan (* 1994), deutscher FußballspielerKaan Ayhan (* 1994)

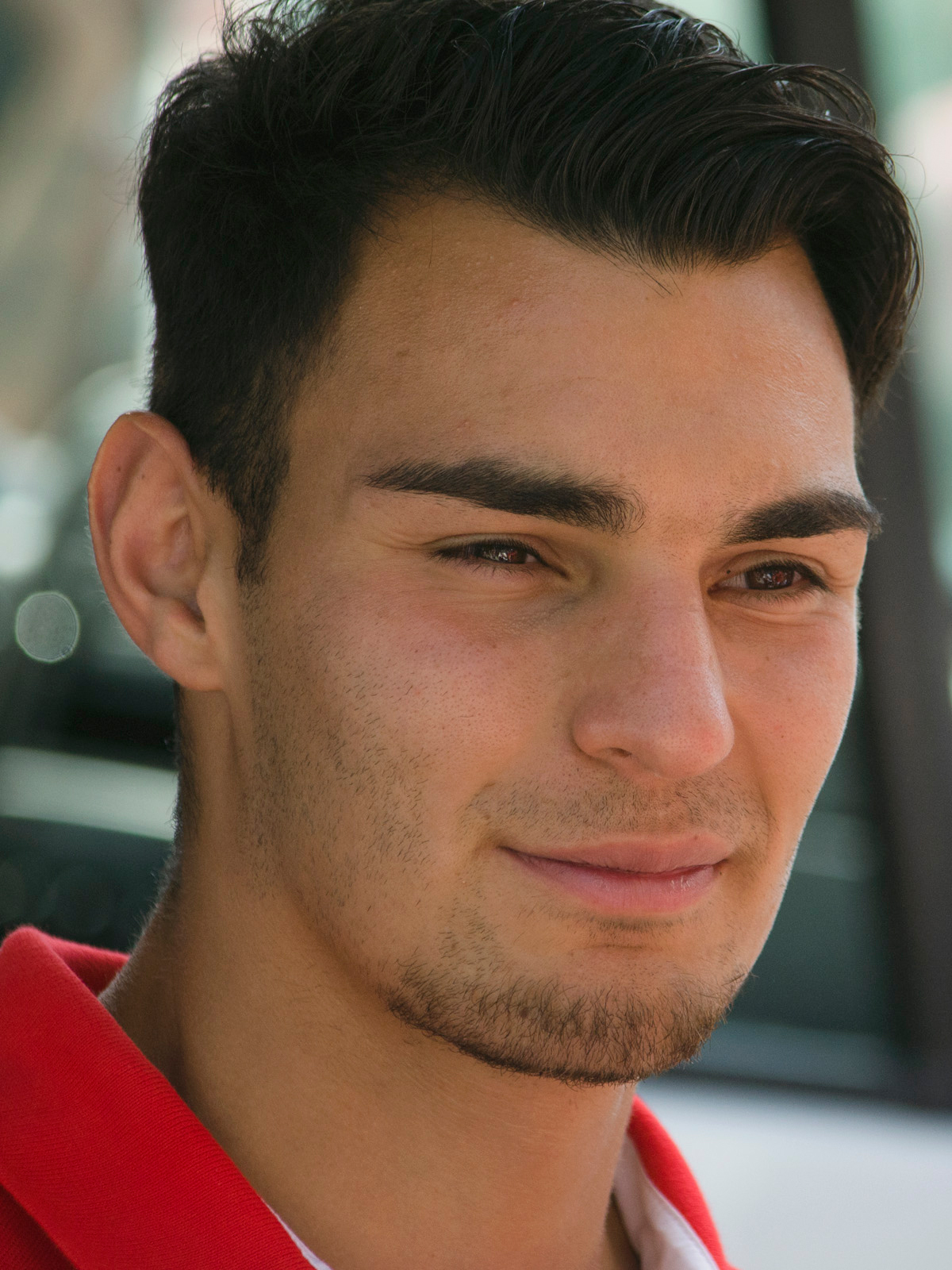
Kaan Ayhan (* 1994)

- Ayhan, Mertcan (* 2006), deutsch-türkischer Fußballspieler
- Ayhan, Pınar (* 1972), türkische Sängerin
- Ayhan, Sırrı (* 1961), deutscher kurdischer Autor
- Ayhan, Süreyya (* 1978), türkische Mittelstreckenläuferin
- Ayhan, Yalçın (* 1982), türkischer Fußballspieler

### Ayi
- Ayii Deng, Mayiik, südsudanesischer Politiker
- Ayık, Ahmet (* 1938), türkischer Ringer und Sportfunktionär
- Ayık, Onur (* 1990), deutsch-türkischer Fußballspieler
- Ayikoru, Scovia (* 1994), ugandische Leichtathletin
- Ayikuli Udjuwa, Sosthène (* 1963), kongolesischer Geistlicher, Bischof von Mahagi-Nioka
- Ayim, May (1960–1996), deutsche Dichterin, Pädagogin und Aktivistin der afrodeutschen BewegungMay Ayim (1960–1996)

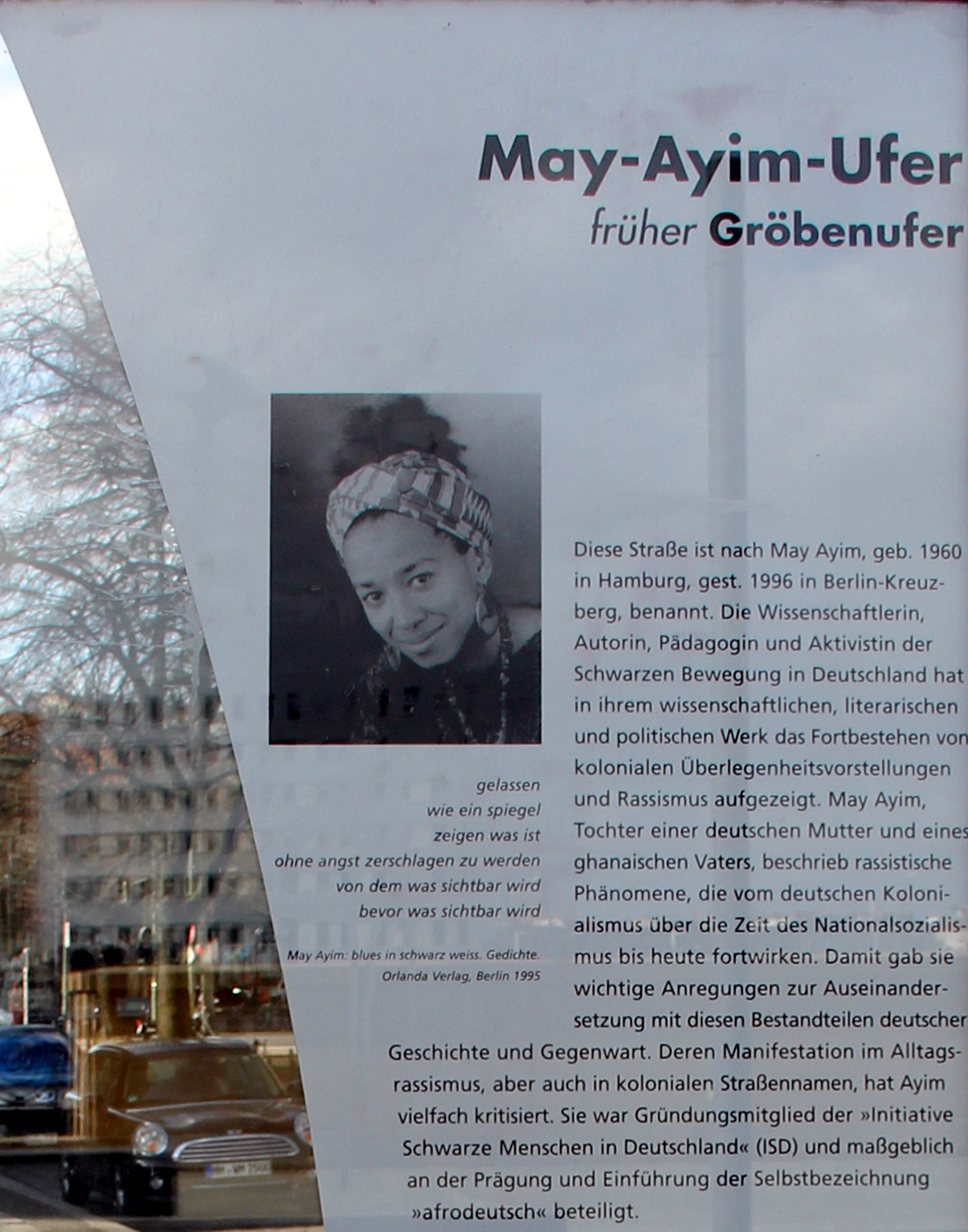
May Ayim (1960–1996)

- Ayinde, Halimatu (* 1995), nigerianische Fußballspielerin
- Ayinla, Fatai (1939–2016), nigerianischer Boxer
- Ayissi, Alain (* 1962), kamerunischer Radrennfahrer
- Ayissi, Henri Eyebe (* 1955), kamerunischer Politiker
- Ayité, Floyd (* 1988), französisch-togoischer Fußballspieler
- Ayité, Jonathan (* 1985), togoischer Fußballspieler
- Ayiter, Mehmet Kudret (1919–1986), türkischer Rechtswissenschaftler und Professor für Römisches Recht
- Ayittey, Abraham (* 1999), ghanaischer Badmintonspieler
- Ayittey, Sherry (1948–2023), ghanaische Politikerin, Ministerin für Umwelt, Wissenschaft und Technologie (seit 2008)
- Ayivi Foliaon, Florence (* 1935), beninische Bibliothekarin
- Ayivi, Simone Dede (* 1982), deutsche Regisseurin

### Ayk
- Aykaç, Eşfak (1918–2003), türkischer Fußballspieler und -trainer
- Aykaç, Mehmet (* 1992), türkischer Schauspieler
- Aykaç, Mustafa (* 1958), türkischer Ökonom; Rektor der Kirklareli-Universität
- Aykaç, Turgut (* 1958), türkischer Boxer
- Aykal, Gürer (* 1942), türkischer Dirigent
- Aykoç, Rojda (* 1978), kurdische Sängerin aus der Türkei
- Aykol, Esmahan (* 1970), türkische Journalistin und Autorin
- Aykroyd, Dan (* 1952), kanadischer SchauspielerDan Aykroyd (* 1952)

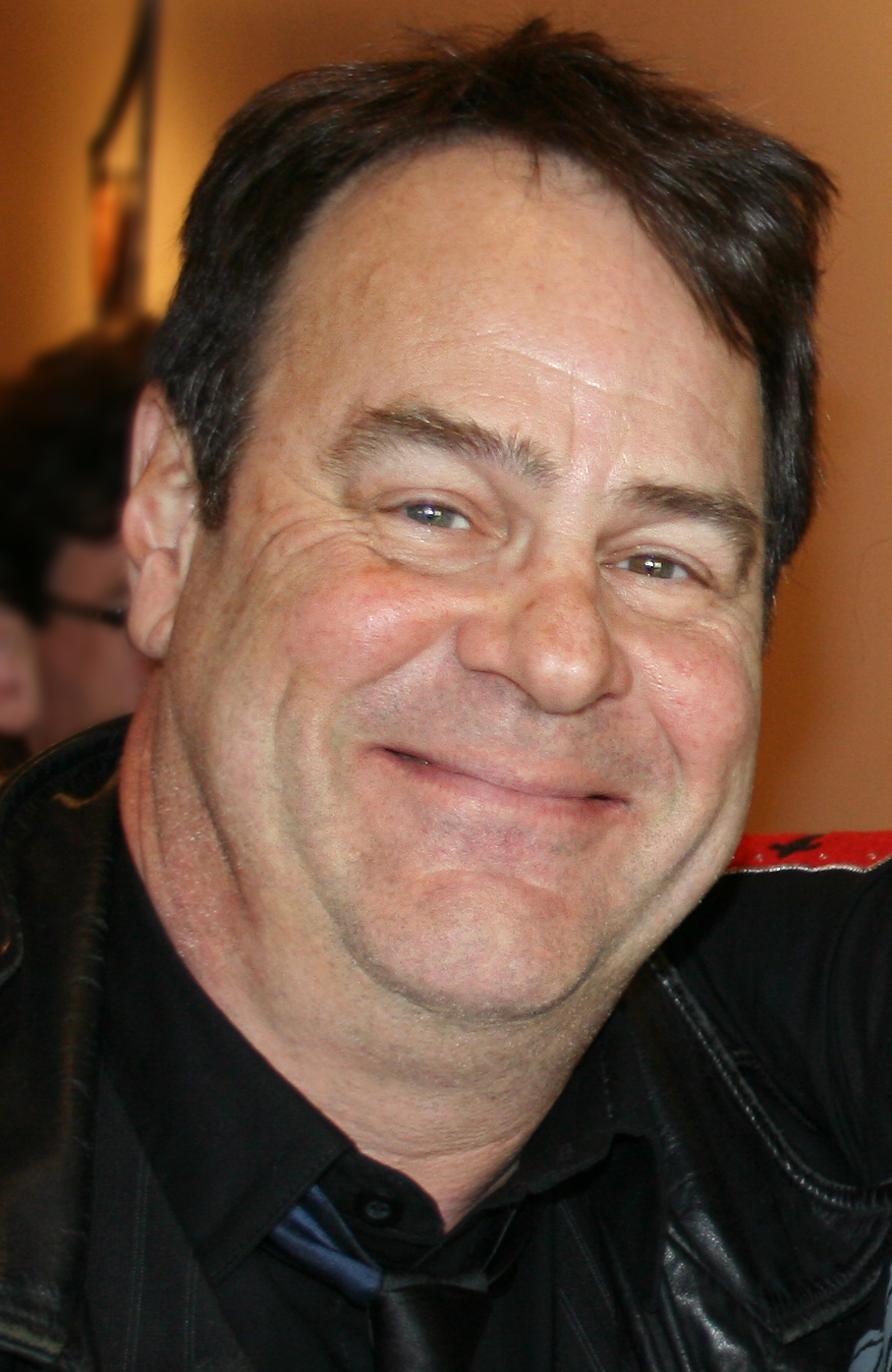
Dan Aykroyd (* 1952)

- Aykurt, Emir (* 1983), türkischer Fußballspieler
- Aykurt, Mehmet Oktay (* 1992), türkischer Fußballspieler
- Aykut, İmren (* 1940), türkische Ökonomin, Gewerkschaftlerin und Politikerin
- Aykut, Serkan (* 1975), türkischer Fußballspieler
- Aykutsun, Kaan (* 2002), türkischer Boxer

### Ayl
- Ayla, Güliz (* 1988), türkische Popmusikerin
- Ayla, Safiye (1907–1998), türkische Sängerin
- Ayler, Albert (1936–1970), US-amerikanischer Jazz-Musiker
- Ayler, Don (1942–2007), US-amerikanischer Jazz-Trompeter
- Aylesbury, Thomas, 1. Baronet (1576–1657), englischer Beamter
- Aylesworth, Allen Bristol (1854–1952), Politiker der Liberalen Partei Kanadas
- Aylesworth, Arthur (1883–1946), US-amerikanischer Schauspieler
- Aylesworth, Reiko (* 1972), US-amerikanische Schauspielerin
- Ayling, Dennis (1917–1998), britischer Filmregisseur, Kameramann und Filmtechniker
- Ayling, Luke (* 1991), englischer Fußballspieler
- Əylisli, Əkrəm (* 1937), aserbaidschanischer Schriftsteller und ehemaliger Abgeordneter
- Ayliva (* 1998), deutsche MusikerinAyliva (* 1998)

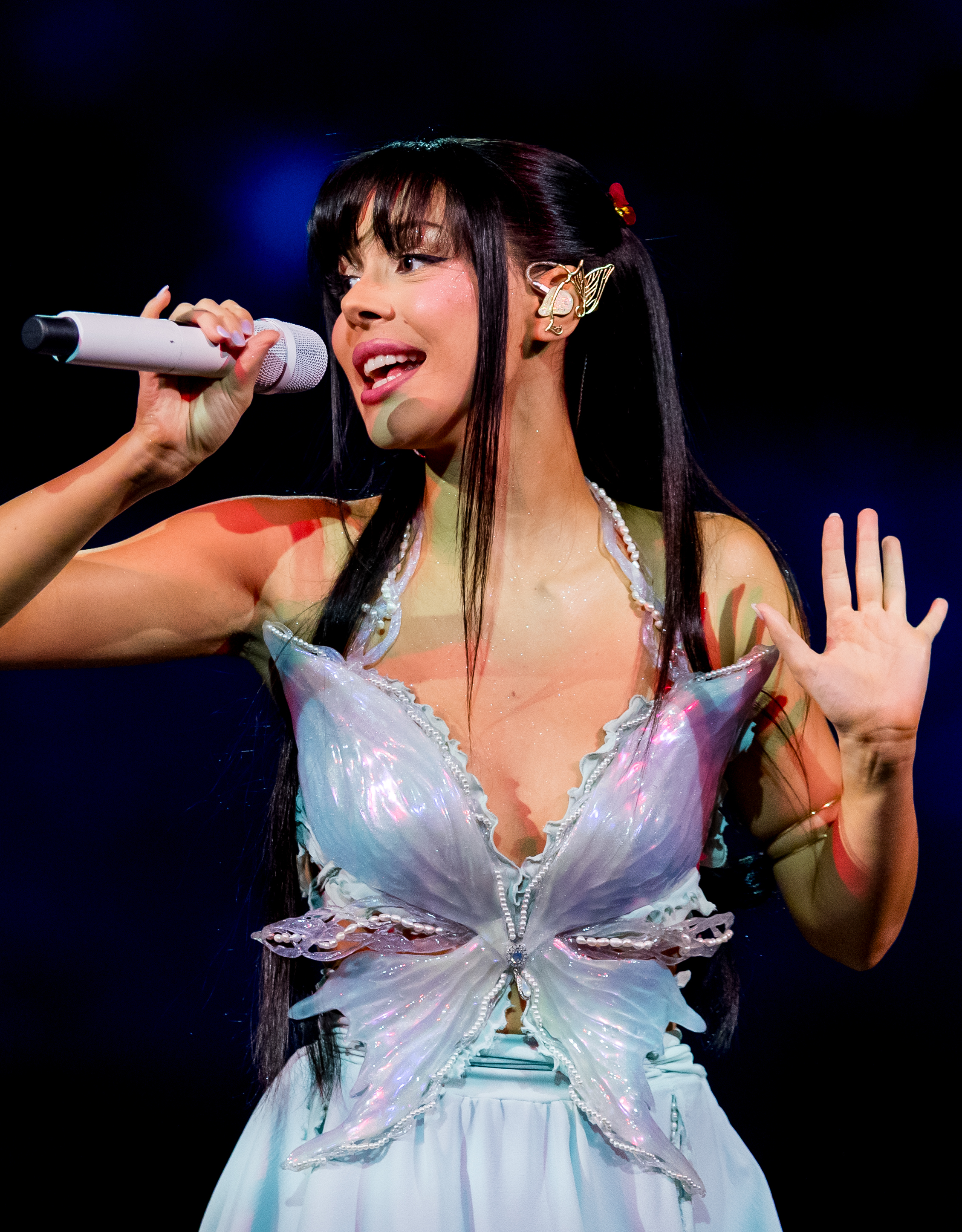
Ayliva (* 1998)

- Ayllón Aparicio, Julio, peruanischer Fußballspieler
- Ayllon, Solomon († 1728), sephardischer Rabbiner
- Aylmer, Felix (1889–1979), britischer Theater- und Filmschauspieler
- Aylmer, Mimì (1896–1992), italienische Soubrette und Schauspielerin
- Aylmer, Richard (1932–2023), britischer Skilangläufer
- Aylmer, Taylor (* 1998), US-amerikanische Fußballspielerin
- Aylon, Helène (1931–2020), US-amerikanische Künstlerin
- Aylward, Bobby (1955–2022), irischer Politiker
- Aylward, Bruce, kanadischer Arzt und Epidemiologe
- Aylward, Gladys (1902–1970), britische Missionarin in China
- Aylward, John (1946–2022), US-amerikanischer Schauspieler
- Aylward, Liam (* 1952), irischer Politiker (Fianna Fáil), Mitglied des Dáil Éireann, Staatsminister und MdEP
- Aylwin, Horace (1902–1980), kanadischer Sprinter
- Aylwin, Mariana (* 1949), chilenische Politikerin, Historikerin, Geographin, Abgeordnete und Ministerin
- Aylwin, Patricio (1918–2016), chilenischer Jurist, Politiker und Staatspräsident

### Aym
- Ayman (* 1974), deutsch-tunesischer SoulpopsängerAyman (* 1974)

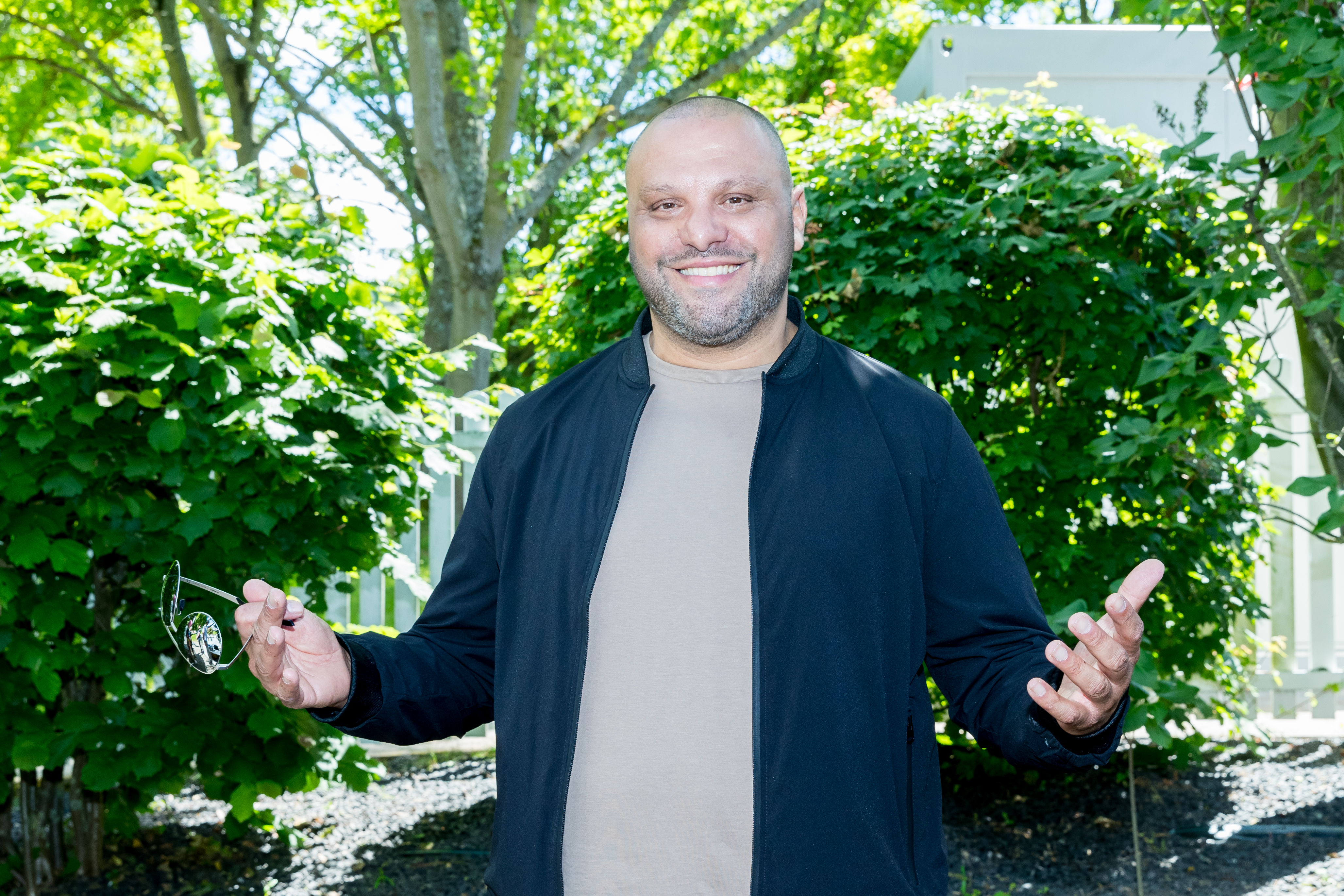
Ayman (* 1974)

- Ayman al-Khulaif (* 1997), saudi-arabischer Fußballspieler
- Ayman Ibn Ubayd, Gefährte des islamischen Propheten Mohammed
- Ayman, Kenzy (* 2004), ägyptische Squashspielerin
- Ayman, Yousef (* 1999), katarisch-ägyptischer Fußballspieler
- Aymanns, Karl Johannes (* 1948), deutscher Apotheker und Manager
- Aymans, Winfried (1936–2023), deutscher römisch-katholischer Priester, Theologe und Kirchenrechtler
- Aymar (Angoulême) († 1202), Graf von Angoulême
- Aymar de Lairon († 1218), Herr von Caesarea, Marschall des Königreichs Jerusalem, Marschall des Hospitaliterordens
- Aymar, Luciana (* 1977), argentinische Feldhockeyspielerin
- Aymar, Robert (1936–2024), französischer Physiker und Generaldirektor des CERN
- Aymard, Antoine (1773–1861), französischer Generalleutnant der Infanterie
- Aymardus († 965), Abt von Cluny
- Aymaz, Berivan (* 1972), türkisch-deutsche Politikerin (Bündnis 90/Die Grünen), MdL
- Aymé, Alix (1894–1989), französische Malerin
- Aymé, Marcel (1902–1967), französischer Erzähler und Dramatiker
- Aymé, Paul (1869–1962), französischer Tennisspieler
- Aymen (* 2002), deutscher Rapper und Songwriter
- Aymen, Jasim Mohammed (* 1991), irakischer Sprinter
- Aymer de Lusignan († 1260), Bischof von Winchester
- Aymer de Maxwell († 1266), schottischer Adliger und Höfling
- Aymer de Valence, 2. Earl of Pembroke († 1324), englischer Magnat, Diplomat und Militär
- Aymon († 1237), Herr von Chablais
- Aymon (1273–1343), Graf von Savoyen
- Aymon de Châtillon († 1323), Bischof von Sitten
- Aymon II., Herr von Bourbon
- Aymon, Benoît (* 1954), Schweizer Journalist
- Aymond, Gregory (* 1949), US-amerikanischer Geistlicher, römisch-katholischer Erzbischof von New Orleans
- Aymond, Philippe (* 1968), französischer Comiczeichner
- Aymonier, Célia (* 1991), französische Biathletin und Skilangläuferin
- Aymonier, Étienne (1844–1929), französischer Beamter in der Kolonialverwaltung Kambodschas
- Aymonino, Carlo (1926–2010), italienischer Architekt
- Aymoz, Kévin (* 1997), französischer Eiskunstläufer

### Ayn
- Ayna, Emine (* 1968), türkische Politikerin
- Aynacı, Doğancan (* 1995), türkischer Fußballspieler
- Aynaoğlu, Oğuz Han (* 1992), dänisch-türkischer Fußballspieler
- Aynaw, Yityish (* 1991), israelisches Model
- Aynor, Hanan (1916–1993), deutsch-israelischer Diplomat und Autor

### Ayo
- Ayọ (* 1980), deutsche Soul-Sängerin
- Ayo, Félix (1933–2023), italienischer Violinist baskischer Herkunft
- Ayoade, Richard (* 1977), britischer Comedian, Autor, Schauspieler und RegisseurRichard Ayoade (* 1977)

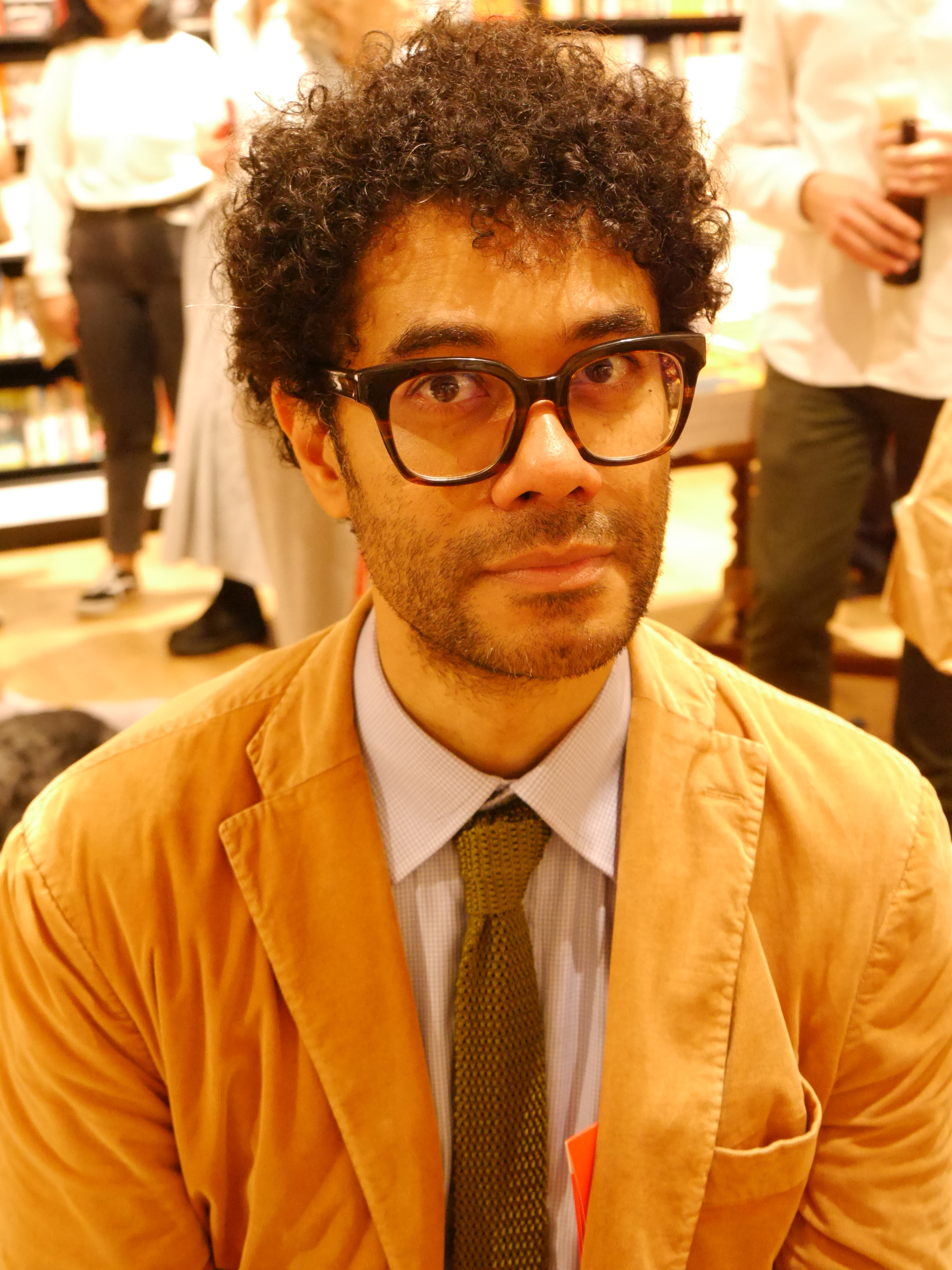
Richard Ayoade (* 1977)

- Ayob, Sairul Amar (* 1980), malaysischer Badmintonspieler
- Ayodeji Arogundade, Jude (* 1961), nigerianischer Priester, Bischof von Ogoja
- Ayolas, Juan de (1510–1537), spanischer Conquistador
- Ayón, Belkis (1967–1999), kubanische Künstlerin
- Ayón, Gustavo (* 1985), mexikanischer Basketballspieler
- Ayong, Karsten (* 1998), tschechisch-kamerunischer Fußballspieler
- Ayoo, Silver (* 1950), ugandischer Sprinter und Hürdenläufer
- Ayoob, Massad (* 1948), US-amerikanischer Autor
- Ayoola, Emmanuel (1933–2024), nigerianischer Richter
- Ayora, Ana (* 1983), US-amerikanische Schauspielerin
- Ayora, Isidro (1879–1978), ecuadorianischer Arzt und Politiker, Staatsoberhaupt von Ecuador (1926–1931)
- Ayos, Mónica (* 1974), argentinische Schauspielerin
- Ayotte, Kelly (* 1968), US-amerikanische Politikerin
- Ayotte, Mark (* 1964), US-amerikanischer Basketballschiedsrichter
- Ayoub, Aziza (* 1998), puerto-ricanische Leichtathletin
- Ayoub, Christine Williams (1922–2024), US-amerikanische Mathematikerin und Hochschullehrerin
- Ayoub, François (1899–1966), syrischer Geistlicher, maronitischer Erzbischof von Aleppo
- Ayoub, Joseph (* 1980), französischer Mathematiker
- Ayoub, Lucy (* 1992), israelische Moderatorin und Slam-PoetinLucy Ayoub (* 1992)

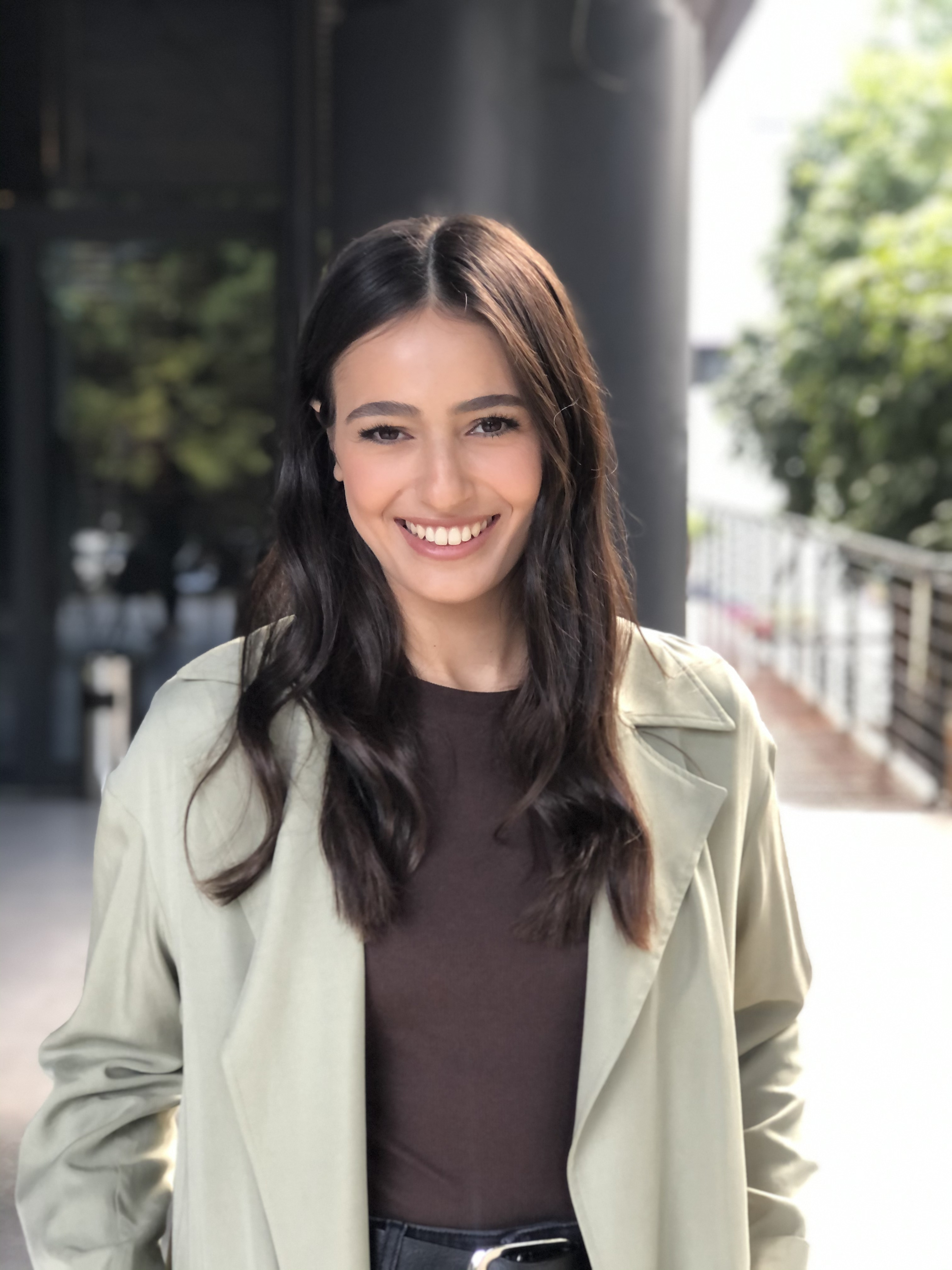
Lucy Ayoub (* 1992)

- Ayoub, Mahmoud (1935–2021), libanesischer Islamwissenschaftler, Religionswissenschaftler, Hochschullehrer, Persönlichkeit des Islams in den USA
- Ayoub, Raymond (1923–2013), kanadisch-US-amerikanischer Mathematiker
- Ayoub, Susanne (* 1956), österreichische Schriftstellerin
- Ayoub, Yassin (* 1994), marokkanisch-niederländischer Fußballspieler
- Ayouba, Combo (1952–2010), komorischer Offizier und Putschist, Staatsoberhaupt
- Ayouch, Nabil (* 1969), französisch-marokkanischer Regisseur
- Ayoung, Kim (* 1979), südkoreanische Künstlerin
- Ayouni, Abdessalem (* 1994), tunesischer Mittelstreckenläufer
- Ayoví, Hashly (* 2005), ecuadorianische Speerwerferin
- Ayoví, Marlon (* 1971), ecuadorianischer Fußballspieler
- Ayoví, Walter (* 1979), ecuadorianischer Fußballspieler

### Ayp
- Aypek, Esengül (* 1993), türkische Schauspielerin

### Ayr
- Ayral, Necdet Mahfi (1908–2004), türkischer Theater- und Filmschauspieler
- Ayrault, Arthur (1935–1990), US-amerikanischer Ruderer
- Ayrault, Jean-Marc (* 1950), französischer Politiker (PS), Mitglied der NationalversammlungJean-Marc Ayrault (* 1950)

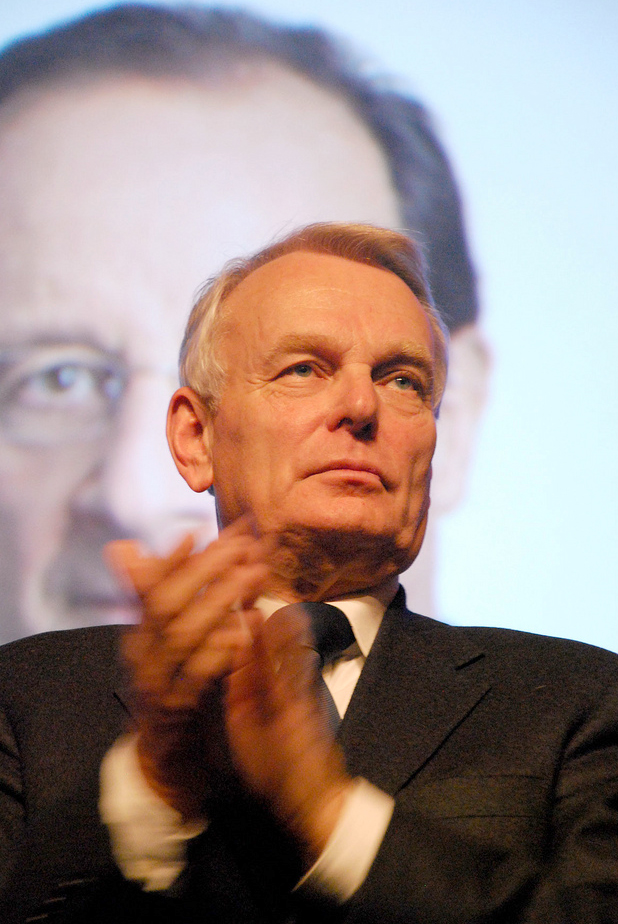
Jean-Marc Ayrault (* 1950)

- Ayre, Garry (* 1953), kanadischer Fußballspieler
- Ayre, Jack (1894–1977), kanadischer Pianist und Komponist
- Ayre, Kristian (* 1977), kanadischer Schauspieler und Synchronsprecher
- Ayre, Sanjay (* 1980), jamaikanischer Leichtathlet
- Ayren, Armin (1934–2024), deutscher Schriftsteller
- Ayrenhoff, Cornelius Hermann von (1733–1819), österreichischer Offizier und Autor
- Ayrer, Ernst Ferdinand (1774–1832), deutscher akademischer Reitlehrer
- Ayrer, Georg Friedrich (1744–1804), deutscher Silhouetteur, Autographensammler und Jurist
- Ayrer, Georg Heinrich (1702–1774), deutscher Jurist
- Ayrer, Jakob (* 1544), deutscher Dramatiker und Autor von Fastnachtsspielen
- Ayrer, Johann Heinrich (1732–1817), deutscher akademischer Reitlehrer
- Ayrer, Justine (* 1704), deutsche Email- und Miniaturmalerin
- Ayrer, Marcus, deutscher Buchdrucker
- Ayrer, Michael (1539–1582), deutscher Rüstmeister und Hofbeamter
- Ayrer, Michael (1579–1635), deutscher Juwelier und Ratsherr
- Ayres, Agnes (1898–1940), populäre US-amerikanische Schauspielerin der Stummfilmzeit
- Ayres, Anna Jean (1920–1989), US-amerikanische Entwicklungspsychologin
- Ayres, Benjamin (* 1977), kanadischer SchauspielerBenjamin Ayres (* 1977)

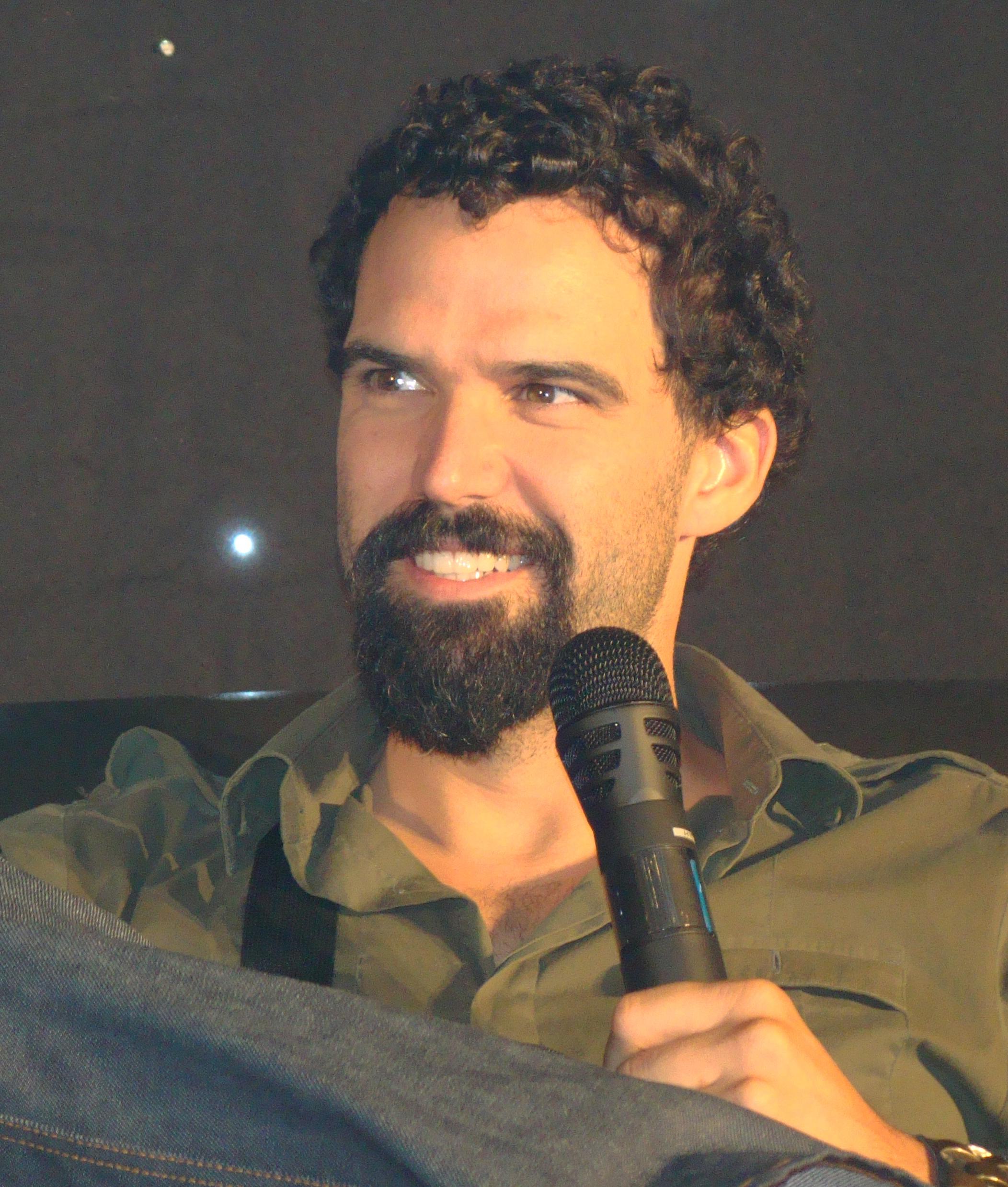
Benjamin Ayres (* 1977)

- Ayres, David (* 1977), kanadischer Eishockeytorwart
- Ayres, Emma (* 1967), britisch-australische Bratschistin und Hörfunkmoderatorin
- Ayres, Frank (1901–1994), US-amerikanischer Mathematiker
- Ayres, George (1901–1983), englischer Fußballspieler
- Ayres, Harry (1912–1987), neuseeländischer Bergsteiger
- Ayres, Harry (1920–2002), englischer Fußballspieler
- Ayres, Ian (* 1959), US-amerikanischer Rechtswissenschaftler
- Ayres, Laura (1922–1992), portugiesische Ärztin und Virologin
- Ayres, Leah (* 1957), US-amerikanische Schauspielerin in Kino- und Fernsehfilmen (1979–1998)Leah Ayres (* 1957)

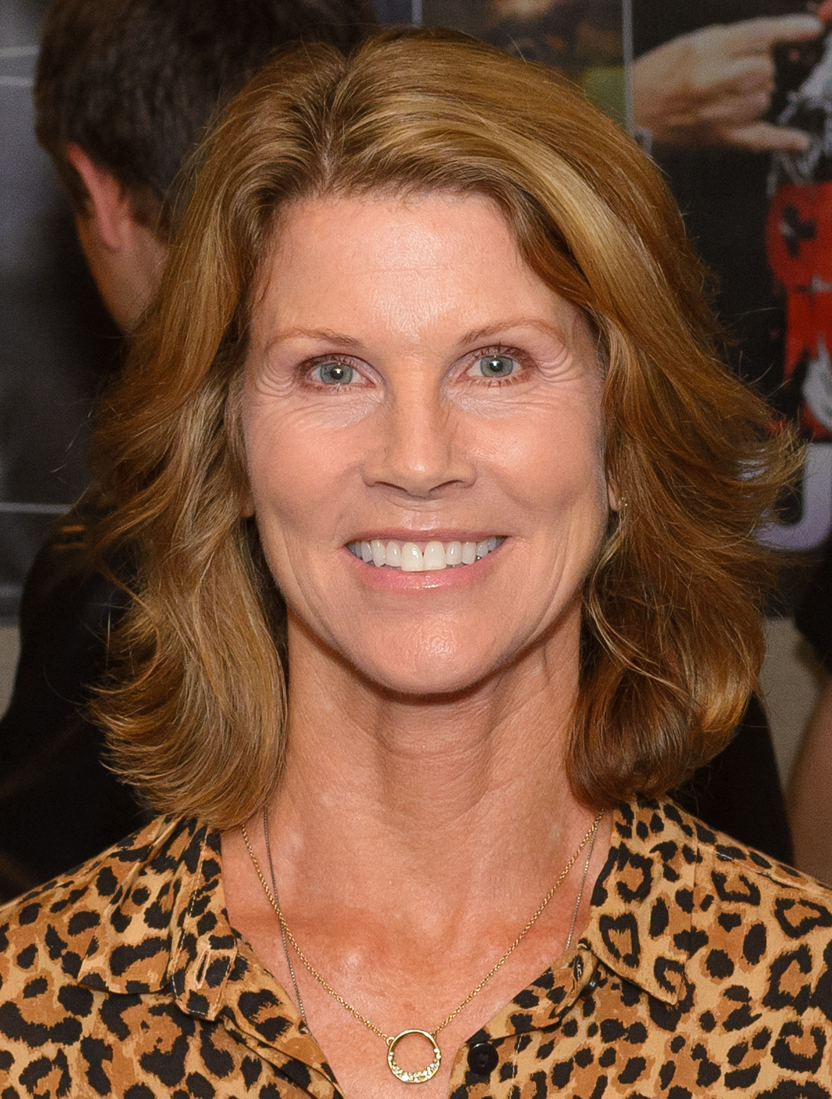
Leah Ayres (* 1957)

- Ayres, Lew (1908–1996), US-amerikanischer Schauspieler
- Ayres, Maisie (* 2003), britische Schauspielerin
- Ayres, Nelson (* 1947), brasilianischer Pianist und Komponist
- Ayres, Philip Burnard (1813–1863), britischer Arzt, Botaniker und Pflanzensammler
- Ayres, Ralph (1911–1976), US-amerikanischer Filmtechnikpionier
- Ayres, Robert U. (1932–2023), amerikanischer Physiker und Ökonom
- Ayres, Rosalind (* 1946), britische Theater- und Filmschauspielerin
- Ayres, Steven Beckwith (1861–1929), US-amerikanischer Politiker
- Ayres, Thomas (1828–1913), südafrikanischer Händler, Goldsucher und Naturforscher
- Ayres, Tony (* 1961), australischer Filmregisseur
- Ayres, William Augustus (1867–1952), US-amerikanischer Politiker
- Ayres, William Hanes (1916–2000), US-amerikanischer Politiker
- Ayres, William Orville (1817–1887), US-amerikanischer Mediziner und Ichthyologe
- Ayris, Imogen (* 2000), neuseeländische Stabhochspringerin
- Ayrmann, Christoph Friedrich (1695–1747), deutscher Historiker
- Ayrnschmalz, Magnus, deutscher Mediziner
- Ayroles, Alain (* 1968), französischer Comicautor
- Ayrout, Charles (1905–1965), ägyptischer Architekt
- Ayrton, Edward Russell (1882–1914), britischer Ägyptologe und Archäologe
- Ayrton, Hertha Marks (1854–1923), englische Mathematikerin, Elektroingenieurin und Erfinderin
- Ayrton, Maxwell (1874–1960), britischer Architekt
- Ayrton, Michael (1921–1975), britischer Maler, Grafiker, Bildhauer und Autor
- Ayrton, William (1777–1858), Musikkritiker und Operndirigent
- Ayrton, William Edward (1847–1908), britischer Physiker
- Ayrton-Gould, Barbara (1886–1950), englisch-britische Suffragette, Politikerin und Mitglied des House of Commons (Labour)

### Ays
- Ays, Thomas (* 1977), deutscher Autor für schwule Belletristik
- Aysal, Ünal (* 1941), türkischer Geschäftsmann und Sportfunktionär
- Aysami, Shibli al- (* 1925), syrischer Politiker, Mitbegründer der Ba'ath-Partei, syrischer Minister und VizepräsidentShibli al-Aysami (* 1925)

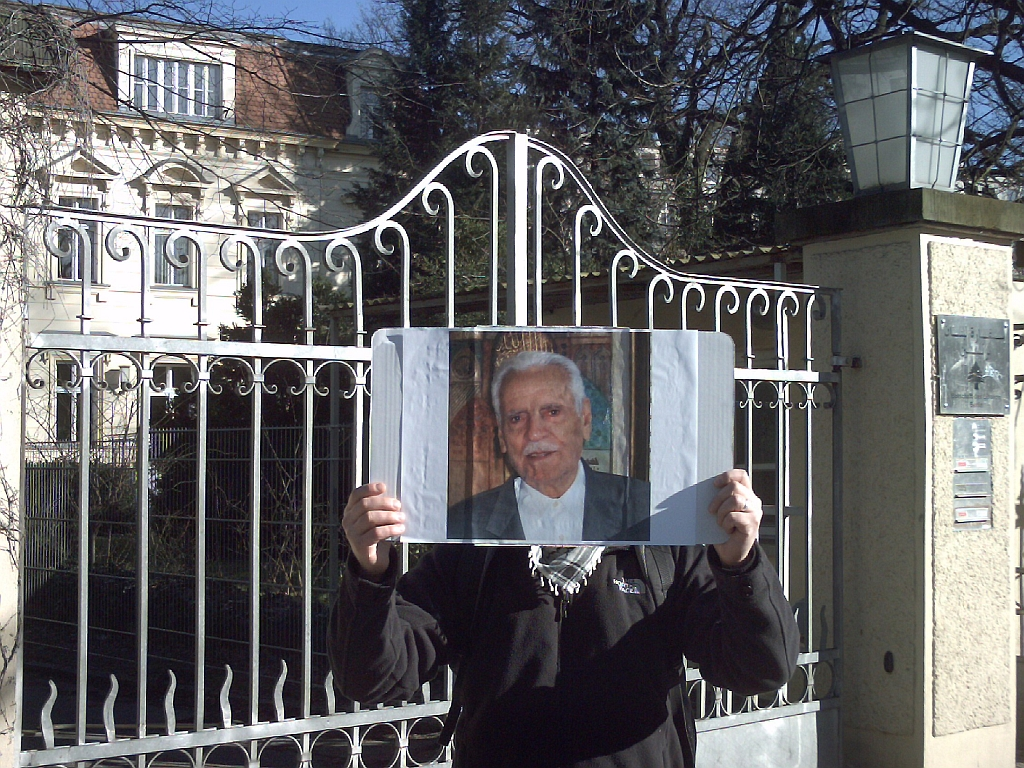
Shibli al-Aysami (* 1925)

- Aysan, Behçet (1949–1993), türkischer Dichter
- Ayscough, James, englischer Optiker und Erfinder von getönten Augengläsern, Vorläufer der Sonnenbrille
- Ayscough, William († 1450), englischer Geistlicher und Bischof von Salisbury
- Ayscue, George († 1671), englischer Admiral
- Ayşe Hafsa Sultan († 1534), Mutter des osmanischen Sultans Süleyman I.Ayşe Hafsa Sultan († 1534)

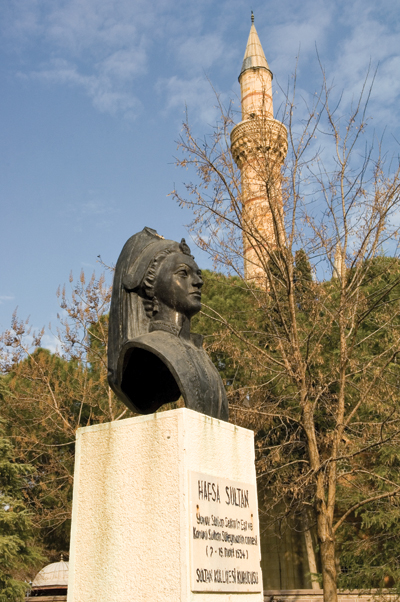
Ayşe Hafsa Sultan († 1534)

- Ayşe Sineperver Sultan (1761–1828), Mutter des osmanischen Sultans Mustafa IV.
- Ayşe Sultan, osmanische Prinzessin
- Ayşe Sultan (1887–1960), osmanische Prinzessin
- Äystö, Juha, finnischer Physiker
- Aysu Türkoğlu (* 2001), türkische Schwimmerin
- Aysu, Fazıl (1912–2013), türkischer Architekt und Möbeldesigner
- Aysun, maurischer Feldherr

### Ayt
- Aytaç, Ercüment (* 1965), österreichischer Schriftsteller türkischer Herkunft
- Aytaç, Kadri (1931–2003), türkischer Fußballspieler und -trainer
- Aytaç, Kimya Gökçe (* 1990), türkische Schauspielerin
- Aytaç, Sakıb (* 1991), türkischer Fußballspieler
- Aýtakow, Nedirbaý (1894–1938), sowjetischer Staatsmann, turkmenischer Parteifunktionär
- Aytas, Recai (* 1964), deutscher Politiker (SPD), MdBB
- Aytaş, Ruken (* 1967), deutsche kurdischstämmige und Bremer Politikerin (SPD), MdBB
- Aytek, Faruk (* 1964), türkischer Politiker (AKP)
- Aytekin, Deniz (* 1978), deutscher FußballschiedsrichterDeniz Aytekin (* 1978)

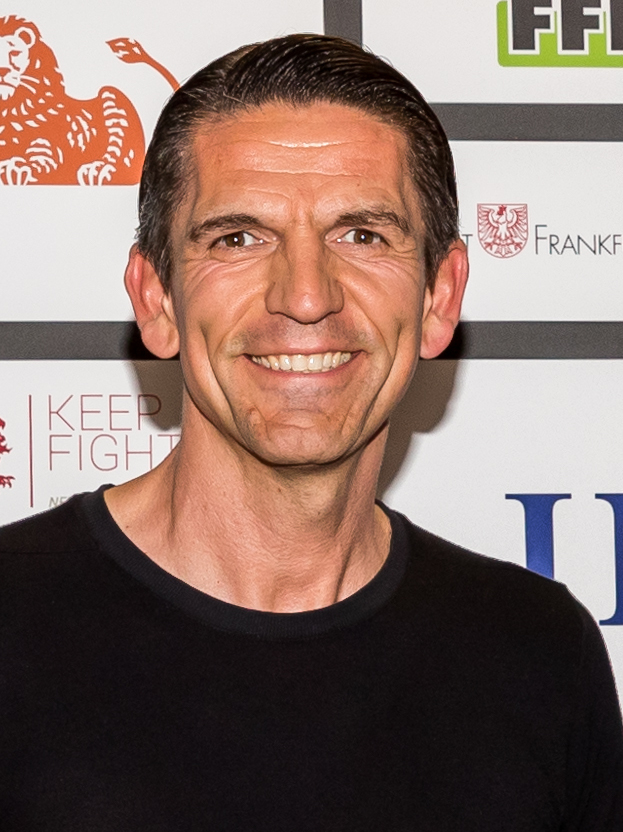
Deniz Aytekin (* 1978)

- Aytekin, Fevzi (* 1946), türkischer Bauingenieur und Politiker
- Aytekin, Niyazi (* 1964), deutscher Boxer
- Aytemur, Ebru (* 1988), türkische Schauspielerin und Model
- Ayten, Hatice, deutsche Dokumentarfilm-Regisseurin türkischer Abstammung
- Aytes, Rochelle (* 1976), US-amerikanische Schauspielerin und Filmproduzentin
- Ayton, Deandre (* 1998), bahamaischer Basketballspieler
- Ayton, Philip (* 1947), englischer Squashspieler
- Ayton, Sarah (* 1980), britische Seglerin
- Aytona, Dominador (1918–2017), philippinischer Politiker und Senator
- Aytoun, William Edmonstoune (1813–1865), schottischer Jurist und Schriftsteller

### Ayu
- Ayu Lateh (* 1997), thailändischer Fußballspieler
- Ayub Khan, Mohammed (1857–1914), afghanischer Emir
- Ayub Khan, Muhammed (1907–1974), pakistanischer Offizier und Politiker
- Ayub, Awista (* 1979), afghanische Autorin
- Ayub, Kurdwin (* 1990), kurdisch-österreichische Regisseurin und DrehbuchautorinKurdwin Ayub (* 1990)

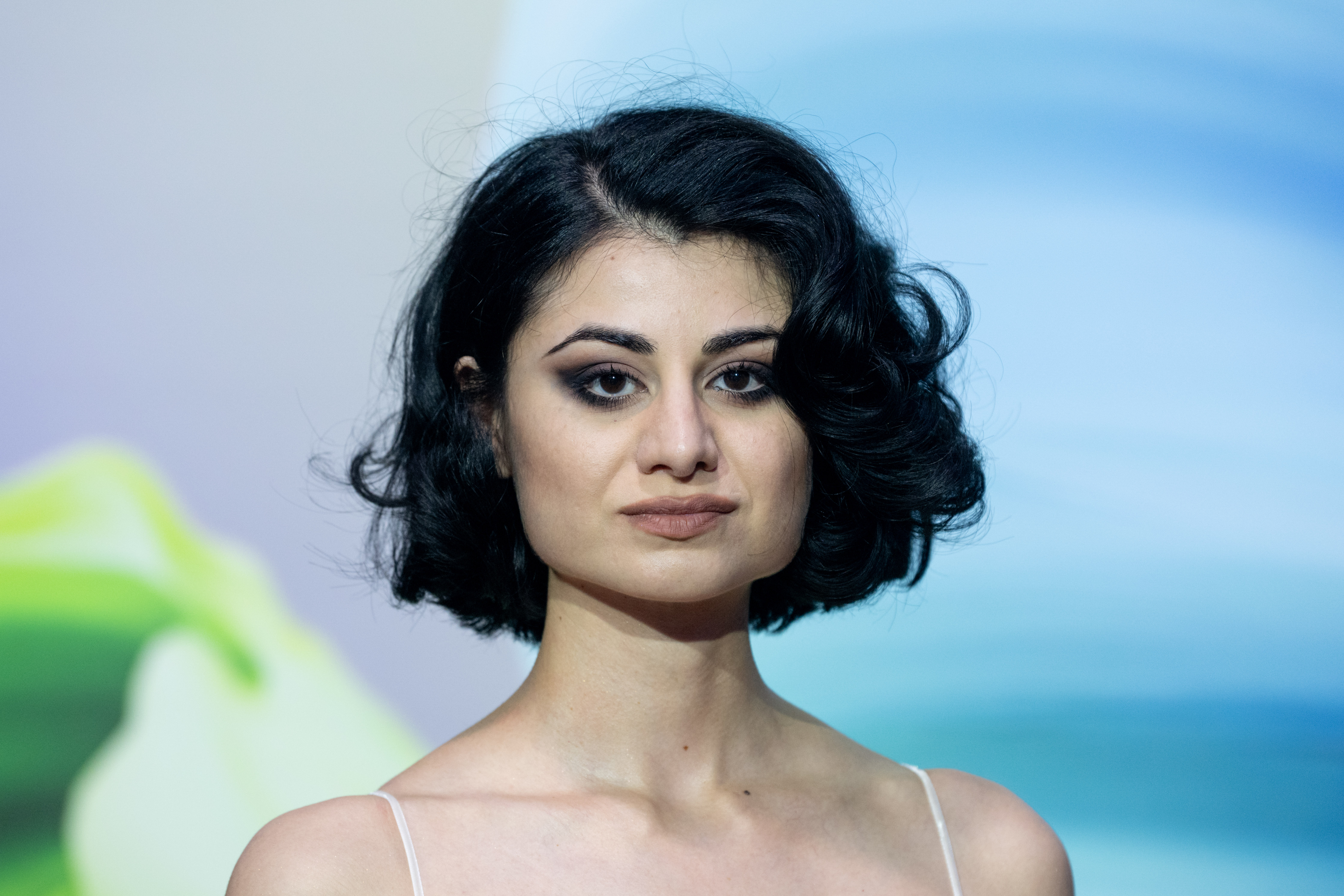
Kurdwin Ayub (* 1990)

- Ayub, Muhammad (* 1914), pakistanischer Diplomat
- Ayub, Saim (* 2002), pakistanischer Cricketspieler
- Ayuba, Grace (* 2002), nigerianische Radsportlerin
- Ayuban, Elias (* 1968), philippinischer römisch-katholischer Ordensgeistlicher, Bischof von Cubao
- Ayukawa, Mana (* 1994), japanische Tennisspielerin
- Ayukawa, Nobuo (1920–1986), japanischer Schriftsteller und Literaturkritiker
- Ayukawa, Shun (* 2001), japanischer Fußballspieler
- Ayukawa, Yukihiro (* 1998), japanischer Fußballspieler
- Ayukhanová, Nelli († 2007), russische Regisseurin
- Ayuki (1642–1724), Khan der Kalmücken an der Wolga
- Ayulo, Manuel (1921–1955), US-amerikanischer Rennfahrer
- Ayume, Francis (1940–2004), ugandischer Jurist und Politiker
- Ayunga, Jonah (* 1997), englischer Fußballspieler
- Ayup, Ablajan Awut (* 1984), uigurischer Popsänger
- Ayupov, Shavkat (* 1952), usbekischer sowjetischer Mathematiker
- Ayupova, Alina, usbekische Sommerbiathletin
- Ayuso González, María del Pilar (* 1942), spanische Politikerin (PP), MdEP
- Ayuso Guixot, Miguel (1952–2024), spanischer Geistlicher, katholischer Theologe, Kurienkardinal und Präfekt des Dikasteriums für den Interreligiösen Dialog
- Ayuso, Juan (* 2002), spanischer RadrennfahrerJuan Ayuso (* 2002)

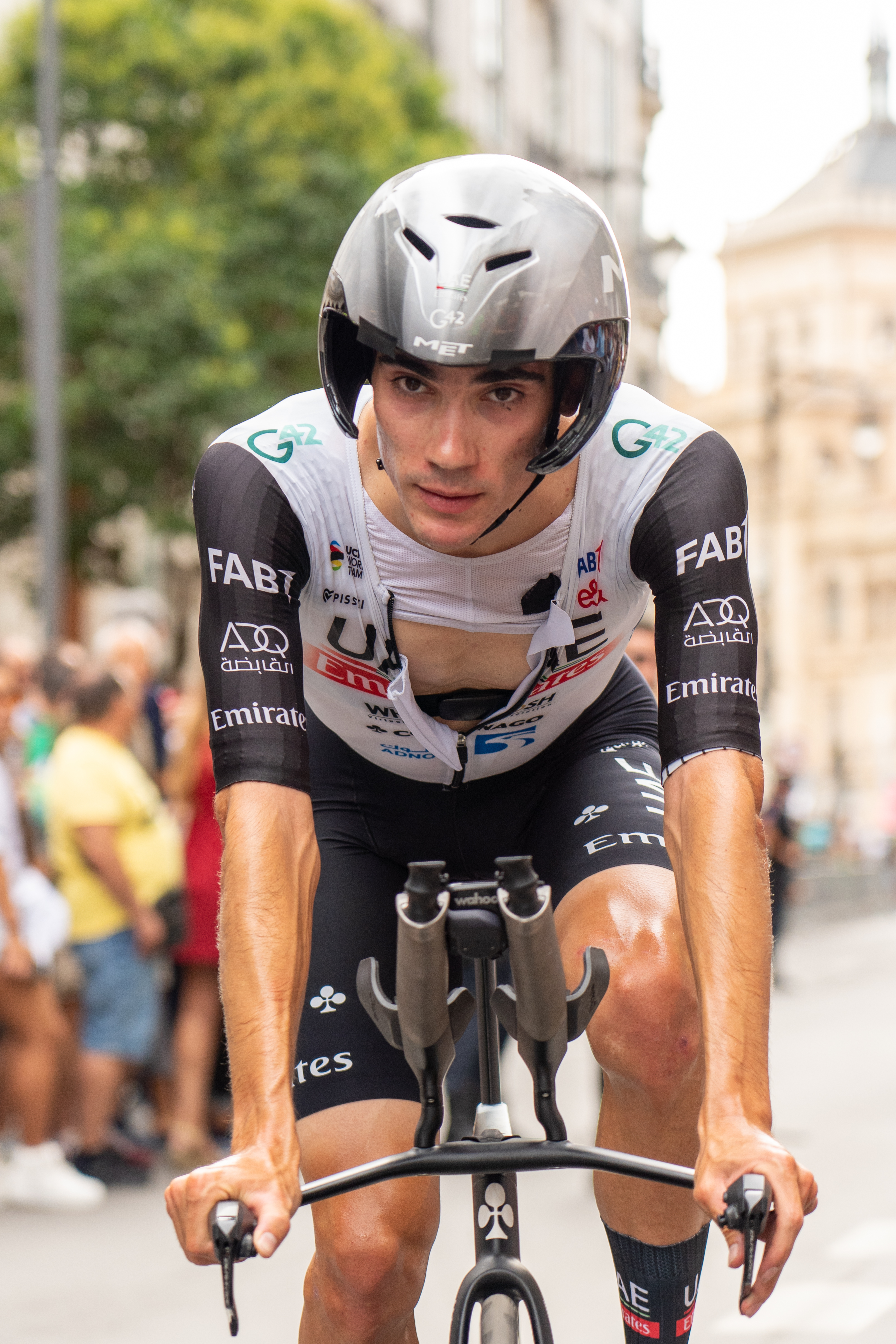
Juan Ayuso (* 2002)

- Ayuso, Marisol (* 1943), spanische Theater-, Fernseh- und Filmschauspielerin
- Ayuso, Omar (* 1998), spanischer Schauspieler, Filmregisseur und Model

### Ayv
- Ayvaz, Hagop (1911–2006), armenischer Schauspieler und Theater-Journalist
- Ayvaz, Kâzım (1938–2020), türkischer Ringer und Ringertrainer
- Ayvaz, Zeki (* 1989), türkischer Fußballspieler
- Ayvazian, Antranig (* 1947), syrischer Geistlicher, armenisch-katholischer Bischof von Qamischli
- Ayvazian, Krikor (1912–1997), syrischer Geistlicher, Bischof von Kamichlié
- Ayverdi, Samiha (1905–1993), türkische Autorin und Mystikerin

### Ayx
- Ayx, Joseph von (1838–1909), preußischer Verwaltungsbeamter und Landrat

### Ayy
- Ayyad, Miral (* 2002), palästinensische Sängerin
- Ayyadurai, Shiva (* 1963), US-amerikanischer Ingenieur und UnternehmerShiva Ayyadurai (* 1963)

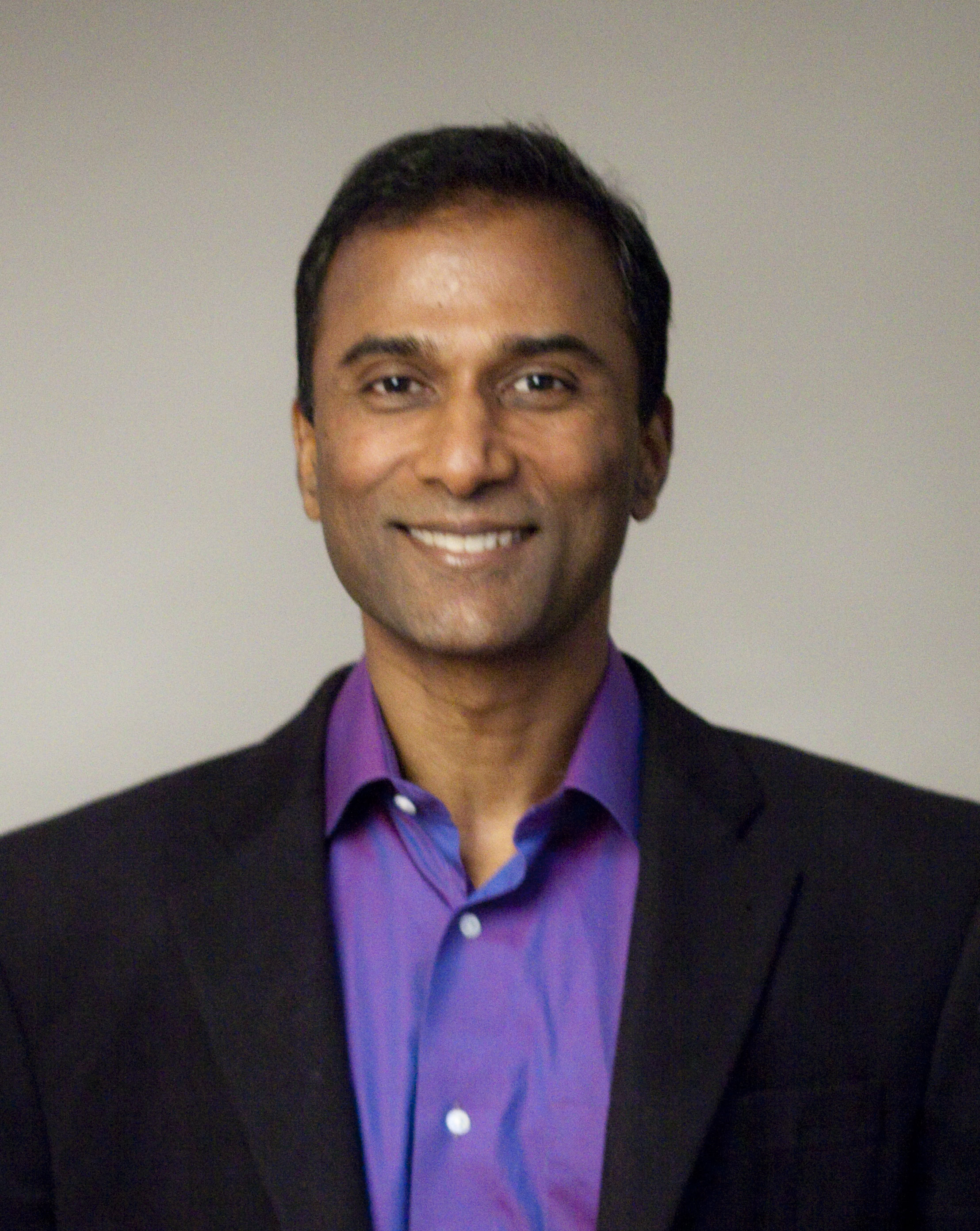
Shiva Ayyadurai (* 1963)

- Ayyangar, N. Gopalaswami (1882–1953), indischer Politiker
- Ayyasch, Yahya (1966–1996), palästinensischer Terrorist
- Ayyash, Yasser (* 1955), jordanischer Geistlicher, emeritierter Erzbischof von Petra und Philadelphia und Patriarchalvikar von Jerusalem
- Ayyildiz, Ilter (* 1992), österreichischer Fußballspieler
- Ayyıldız, Şilan (* 1999), türkische Leichtathletin
- Ayyoub, Ali Abdullah (* 1952), syrischer Militärgeneral, ehemaliger Verteidigungsminister
- Ayyoub, Issa, jordanischer Politiker und Diplomat
- Ayyubi, Ata al- (1877–1951), syrischer Politiker
- Ayyubi, Mahmud al- (1932–2013), syrischer Politiker
- Ayyuqi, persischer Dichter

### Ayz
- Ayzac, Félicie d’ (1801–1881), französische Lehrerin, Kunsthistorikerin und Dichterin